# 客家裔臺灣人

該地圖，是以紅色深淺色塊，來表示於2011年由中華民國政府所公告之「臺灣客家文化重點發展區」。從該圖中可見，臺灣客家族群多集中在桃竹苗地區、臺中市東勢區、雲林縣崙背鄉、六堆地區，以及花東縱谷平原等地方。值得注意的是，由於在都市化的影響下，客家人口數，是以桃園市為最多

臺灣客家人（客語白話字：Thòi-vân Hak-kâ-ngìn ；客家話拼音：Toi⁵ van⁵ hag⁴ ga¹ ngin⁵ ；客家語拼音方案四縣腔：toiˇ vanˇ hagˋ nginˇ ˊ；客家語拼音方案海陸腔：toi van hag gaˋ ngin），亦稱客家裔臺灣人或客家臺灣人，是指父系或是母系為漢族客家民系的臺灣人，其屬於臺灣漢族之一，也是臺灣的第二大族群。該族群之祖籍，大多是中國大陸粵東地區，以及部分閩南地區與閩西地區。

該族群之母語，是臺灣客家語，其歷經荷治時期、明鄭時期、清治時期等，均通用於他們所居住之地區。到了日治時期，客家語仍是臺灣多數客家人的母語。進入戰後時期後，由於中華民國政府積極施行國語政策，因此若干臺灣客家人改以中華民國國語為母語。於是在臺灣社會上使用客家語的人口數量，即大幅減少。現今的中華民國，在中央政府內設立有客家委員會，以處理該族群的事務，其積極推廣客家母語，並且在學校中開設客家語課程，以保存客家文化。

## 定義

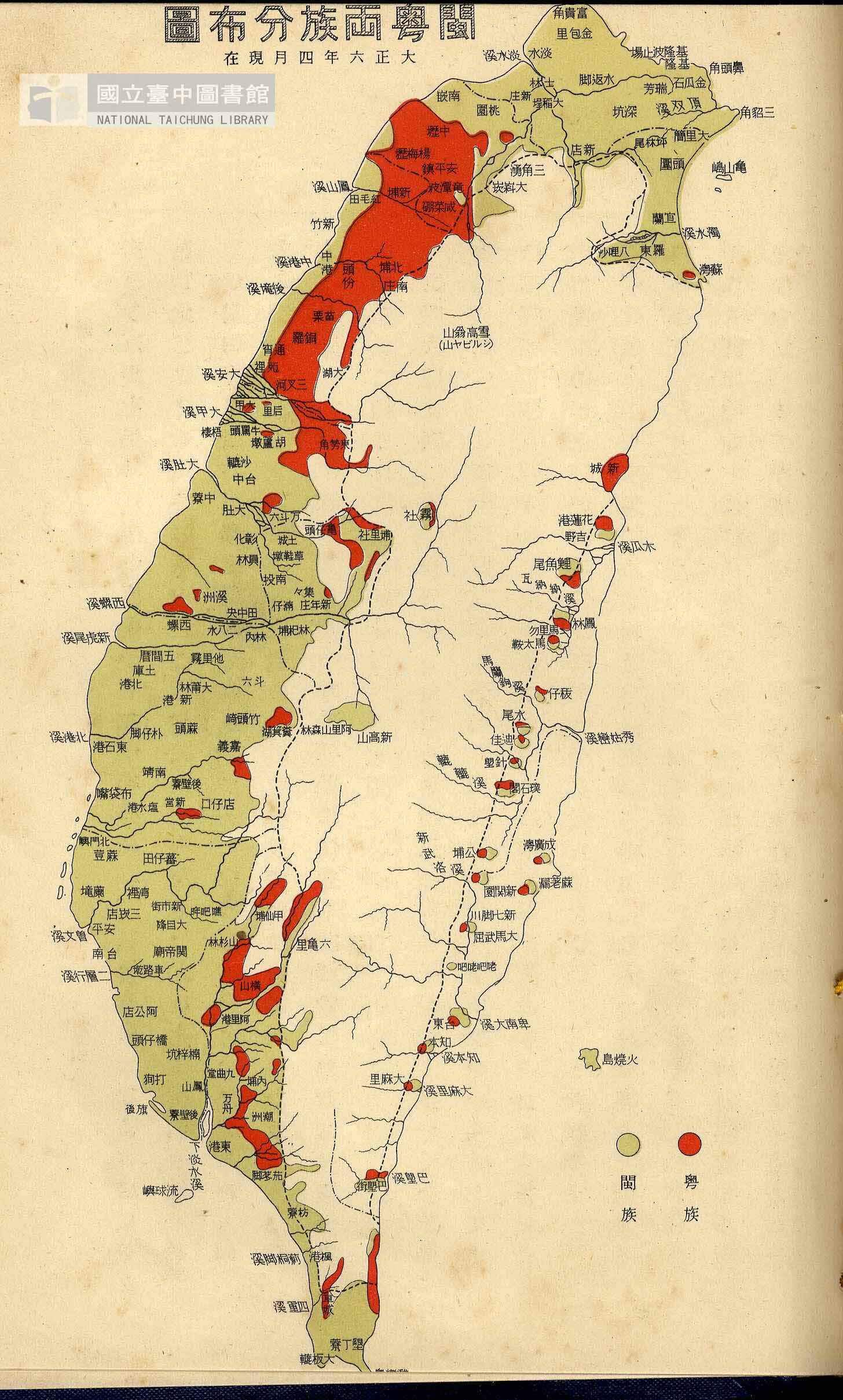
在呈現1917年4月時之「閩族」與「粵族」於臺灣島、綠島、琉球嶼等分布情況的〈閩粵兩族分布圖〉中，地圖的編輯者，以紅色色塊表示「粵族」。從該圖中可見，當時臺灣客家族群，主要是集中在今日之桃園市、新竹縣、苗栗縣，以及臺中市東勢區。其次則是集中在臺灣南部的六堆地區。客家族群，亦以方言島的型態，零散分布在其他地區。必須注意的是，來自於汀州府與漳州府的客家族群，在該圖中，被編輯者認定是「閩族」而非「粵族」

關於臺灣客家人的認定方式與定義，2004年12月，接受行政院客家委員會委託的學者楊文山，在由他所主持之研究計畫的報告中，依據主觀認定與客觀認定等方法，歸納出下表4大類11種對於臺灣客家人的認定方式與定義。楊氏並且說明，因為大陸客家人與臺灣客家人的歷史背景之不同，前者人數相對後者人數來說，亦是較少，所以未將大陸客家人列入該認定方式與定義中。
| 類別         | 次序     | 內容 |
| ------------ | -------- | --- |
| 自我族群認定 | 定義一   | 自我單一主觀認定為臺灣客家人者，即算為客家人。 |
| 自我族群認定 | 定義二   | 自我多重主觀認定為臺灣客家人者，即算為客家人。 |
| 血緣認定     | 定義三   | 父母親皆為臺灣客家人者，即算為客家人。 |
| 血緣認定     | 定義四   | 父親為臺灣客家者，即算為客家人。 |
| 血緣認定     | 定義五   | 母親為臺灣客家人者，即算為客家人。 |
| 血緣認定     | 定義六   | 父母親有一方為臺灣客家人者，即算為客家人。 |
| 血緣認定     | 定義七   | 祖父母中有一方為客家人，或父親為臺灣客家人者。但不包含父親為大陸客家人者。 |
| 血緣認定     | 定義八   | 外祖父母中有一方為客家人，或母親為臺灣客家人者。但不包含母親為大陸客家人者。 |
| 血緣認定     | 定義九   | 歷代祖先中有人為客家人，或祖父母中有一方為客家人，或外祖父母中有一方為客家人，或父母中有一方為臺灣客家人。但不包含父母親皆為大陸客家人，或父親為大陸客家人且母親為其他族群，或母親為大陸客家人且父親為其他族群者。 |
| 廣義認定     | 定義十   | 廣義定義，泛指以上九項定義中，至少有一項被認定為客家人者，即算為客家人。 |
| 語言認定     | 定義十一 | 會說非常流利＼還算流利的客語，或非常聽得懂＼還算聽的懂客語者，即算為客家人。 |

學者池永歆與謝錦綉則評價，這「可說是當前可見到、最廣泛界定何謂客家或客家人的方法」。另一方面，在法律上，按照中華民國政府於2010年1月所公布之《客家基本法》中對於「客家人」的定義，是「指具有客家血緣或客家淵源，且自我認同為客家人者。」至於對於「客家族群」的定義，則是「指客家人所組成之群體。」以認定方式與定義言之，《客家基本法》的制定與公布，即是為學術研究補充來自於法制規定中的定義。該定義，亦新增進於2011年4月由行政院客家委員會所編印之《99年至100年全國客家人口基礎資料調查研究》中，成為「定義十二」。
| 類別           | 次序     | 內容 |
| -------------- | -------- | --- |
| 客家基本法認定 | 定義十二 | 根據《客家基本法》定義，客家人指「具有客家血緣或客家淵源，且自我認同為客家人者。」客家淵源意指配偶是客家人、其他家人是客家人（如養父母等）或從小住客家庄且會說客家話者、職場或工作關係會說客語者等。 |

2022年5月，在由客家委員會所委託研究之《110年全國客家人口暨語言基礎資料調查研究》中，對於客家人的定義，則是僅有採取出自於《客家基本法》中的定義——是具有「客家血緣」或「客家淵源」且「自我認同為客家人」者。所以，除了須要自我認同為客家人外，尚必須具有客家血緣或是客家淵源的條件，才會被歸類為客家人，而被納入該報告的研究範圍中。

### 討論
有關《客家基本法》中的客家人定義的討論，2012年12月，學者王保鍵與邱榮舉表示，依照《客家基本法》中的規定，所謂之「客家人口」係「指客家委員會就客家人所為之人口調查統計結果。」但是該法對於客家人的定義，是「不似原住民以戶籍登記制度確認血緣關係」，而「客家血緣實不易考證」。加以他們認為，「『客家淵源』之不確定法律概念，未來確認某特定人是否為客家人恐將不易」，所以，恐怕最後是均以「自我認同為客家人」為主要的認定標準。該問題亦「恐致客家人口調查統計之精確性不足」。除此之外，王氏與邱氏表示，在由行政院客家委員會所委託研究之數據報告中，客家民眾認為客家人所應具備之條件的比例，是「必須具有客家人的血統」者，占46.3％；「必須會講客家話」者，占38.2％；「自認為是客家人就是客家人」者，僅占1.2％。所以，顯示「熟悉客語」（38.2％）確實是客家人在認定上的重要指標；至於「自我認同」（1.2％）的重要程度，卻反而不高。因此，他們認為可以從兩方面來思考：「以『自我認同』來建構客家人，是有其必要性，所以可以接受不會說客語者（有血緣或淵源），自我認同為客家人。惟一旦認同為客家人後，就應該積極學習客語，否則在精通客語的客家人眼中，會覺得這些不會說客語的客家人之『客家味』不足。」另外，學者柯朝欽認為，由學者羅傑斯·布魯貝克所提出之族群認知理論，對於處在《客家基本法》完成以後時代的臺灣客家族群意識，乃相當的具有解釋力。柯氏指出，布魯貝克氏認為，我們應該放棄想要將族群性加以客觀化的嘗試，而必須從族群認同者的「自我認知」的角度來理解。

### 「客家臺灣人」與「臺灣客家人」
關於族群的名稱，學者施正鋒認為，在意義與用法上，為了要呈現集體的認同，「客家臺灣人」與「臺灣客家人」，兩者之間其實存在若干差異。所謂之客家臺灣人，其意義，是以「客家」來修飾「臺灣人」。易言之，臺灣人，是包含多個族群，也就是其內部有客家人、外省人、原住民等族群。而在臺灣人此一共同的基點下，其他族群，是可以保有自己的文化特色，一起享有平等的權利。它的用法，猶如美國種族與民族中的帶有連字號的用法。這同愛爾蘭裔美國人、義大利裔美國人、西班牙裔美國人等少數族群相似。至於所謂之臺灣客家人，則是以客家人作分類的基礎。它的意義，強調不只是在臺灣有客家族群，包括在中華人民共和國、馬來西亞聯邦、印度尼西亞共和國，以及其他國家，均可以找到客家族群。這是以客家人作為中心思考的用法。而且該類以民族或是族群作為中心思考的方式，並非客家族群所獨有。例如，原住民族群，會強調其擁有南島民族的語言與文化特色；外省族群，亦會強調其在中華人民共和國與其他國家的相同族群的連結。學者曾建元則是認為，「臺灣客家」一詞，可以是指「在臺灣的客家人」，亦可以是指「自認為臺灣人的客家」或「客裔臺灣人」。在臺灣的客家人，乃一客觀的現象，其均可以基於主觀的認同，而共同的形成客裔臺灣人。

在仿照來自於中華民國創立初期的五族共和的概念上，學者簡炯仁於1993年6月提出了「臺灣五族共和」一說。其中，他所謂之「客家系臺灣人」，是與「高山原住民的臺灣人」、「平埔原住民的臺灣人」、「河洛系臺灣人」、「大陸系的臺灣人」並列。另外，學者邱榮舉，則是在出版於1995年6月的由連戰、宋楚瑜、林豐正、涂德錡、謝金汀所監修之《臺灣近代史——社會篇》中認為，「客家語系臺灣人」，乃「四大語族」之一，其是與「南島語系臺灣人」、「福佬語系臺灣人」、「外省語系臺灣人」並列。

### 分類指標與名稱的演變
在不同政權的治理與社會發展的脈絡下，臺灣的客家人的界定，即具體的呈現在「官方人群分類架構」的差異中。關於族群分類指標與族群名稱的演變，學者施添福在出版於2014年11月的論文中，依據「國家制度」與「西人書寫」等多個面向，依序考察了臺灣歷史上的對於客家人稱謂與相關族群稱謂的演變過程。施氏也以表格的方式，來展示此一過程的大要。摘如下表：
| 國家制度稱謂 | 清帝國時代                | 日本帝國時代              | 中華民國時代                      |
| 國家制度稱謂 | 粵籍 · 閩籍               | 廣東族 · 福建族           | ⅰ廣東籍 · 福建籍 ⅱ客家人 · 閩南人 |
| 分類指標     | 籍貫                      | 籍貫＋方言                | ⅰ祖籍 · ⅱ方言                     |
| 西人書寫稱謂 | Hakka · Hoklo 客家 · 福老 | Hakka · Hoklo 客家 · 福老 | Hakka · Hoklo 客家 · 福老         |
| 分類指標     | 方言                      | 方言                      | 方言                              |

由於清政府是採用里甲式編戶齊民的管理辦法，以「籍貫」去區分族群。而臺灣的移民，多是來自於地理位置上相近的福建省（閩省）與廣東省（粵省）。所以，在臺灣的漢人族群，遂被清政府區分為兩大類——「閩人」與「粵人」。清代臺灣的閩人，經常稱呼粵人為「客」，則是因為此事關乎參加科舉與開墾土地的重要權利。移民能否參加科舉，同其是否擁有「籍」的關係密切。所以，在臺灣的閩籍移民，就因此積極的抗拒清政府將在臺灣的粵籍移民編入臺灣的戶籍一事。另一方面，在科舉學額的爭奪上，粵籍移民，必須透過其對於祖籍認同的強調，才能在福建省管轄下的臺灣府，參加粵籍的科舉考試。學者黃秀政認為，「臺灣原爲福建省之一府，因而以閩爲主而以粵爲客，淸初一般謂粵人爲『客子』者，非指其爲『客家』之意，蓋認爲其寄寓而爲客也。且『客子』一詞，意含輕蔑，甚多言論，亦近誣衊。」

學者陳麗華認為，在歷史上的臺灣南部地區，說閩南語的族群，經常自稱為「土人」；而說客家語的族群，經常被稱為「客人」。由於省籍與語群的邊界不一致，就使得在這之中的族群的指稱，具有很大的不確定性。至於所謂之「客家」一詞，其亦不是臺灣社會的說閩南語環境中所習用的詞彙。該詞彙，實際是源自於廣東省的以「本地人」自居的廣府人對於外來者的歧視性稱呼。不過，它因為於19世紀上半葉，漸次東來，並且在中國東南部沿海地區活動的西人，而發生意義與性質上的變化。申言之，客家一詞，乃從廣府人口中的泛指外來族群的歧視性詞彙，轉變成西人口中的專指說特定語言的族群的中性詞彙。這一變化過程，即是西人在同說廣府話的族群接觸之後，將廣府話中的客家一稱的發音，以羅馬字母拼寫為「Hakka」，其並且將「Hakka」一詞，當作一說特定語言的族群的名稱。易言之，西人也因此創造了以「語言」去區分的種族觀念——「Hakka」（或是已轉變成中性詞彙的客家）。在鴉片戰爭之後，西方傳教士，更是透過廣府話，來認識與定義「Hakka」。在受到西人的影響下，臺灣社會，即於1860年的開港通商前後，開始使用由西人所傳入之「Hakka／客家」一詞，以指稱說客家語的族群。陳氏指出，在使用的詞彙上，1863年即以海關官員身分來臺灣的必麒麟，在出版於1898年的著作中，是注意到臺灣與廣東等地方之間的不一致的情況。在臺灣，說閩南語的族群，是以客人（Kheh-lang）一詞，指稱說客家語的族群；而在廣東等地方，說廣府話的族群，則是以「客家人」（Hak-kas）一詞，指稱說客家語的族群。這兩個詞彙，直接被劃上等號且混為一談的情況，在19世紀末葉的臺灣社會中，亦是相當普遍的。

關於民族的想像，學者戴維理（Evan Dawley）指出，於19世紀末期與20世紀中期，在中國與日本的學術研究者與政治理論家，是同時的為來自於西方世界的外來概念——「nation」、「ethnicity」、「race」，進行定義。而在東亞的不同地區，其在不同時期，亦曾經將上述的外來概念，均譯成了「民族」。戴氏認為，在認識與理解的層面上，為日本帝國統治體制下之臺灣人，其對於民族的概念與意義，是與同一時代的為中華民國統治體制下之中國人，有所差別。在受到柳田國男的民俗學的影響下，對於民族的概念，殖民地中的日本人與臺灣人，是於1920年代晚期與1930年代，才逐漸確定下來的。他們認為，「race」是指人種，為生物學的概念；「nation」與「ethnicity」的合併，則是指民族。易言之，這即是區分了人種與民族的概念與意義。而於臺灣日治時期，所謂之民族，又同國籍（nationality）一詞，有所區隔。在中國，革命者孫中山與章太炎等人，起初將「nation」、「ethnicity」、「race」，均統合在民族的概念之下。不過，伴隨著時間的推移，孫氏與章氏等人亦對若干詞彙的概念與意義，提出了區隔。儘管孫氏在1905年提出三民主義時，其並未明確的區分「nation」與「ethnicity」。但是，在後來的歲月中，他認為，所謂之民族，是指將人民、國家、領土完全的結合在一起的國族實體。易言之，這即是中華民族。因此，在1945年以後抵達臺灣的中國國民黨人，其對於民族一詞的概念與意義，在想像上，即同臺灣人發生扞格。中國國民黨人認為，臺灣人是可以歸化為中華民族之一分子。臺灣人則是認為，他們自己是一個值得存續的符合「ethnic」概念的民族。學者林正慧認為，在國族主義的包圍下，由學者羅香林所提出之中原客家論述，是使得臺灣客家人於1945年以後，為中華民國政府順利的納入中華民族之中。羅氏的論述，之所以能夠被引進至臺灣社會而流行至1990年代，主要是其憑藉著若干雜誌與著作的傳播力量。而這些作品的流傳，均是有利於臺灣客家人在「中華民族工程學」中的印象建構。

關於族群的論述，學者王甫昌表示，族群（ethnic groups）一詞的使用，大約是於1950年代至1960年代，才在英文世界中開始被普遍使用。它的定義，是指因為擁有共同的來源，或是共同的祖先與共同的文化，以及共同的語言，而自己認為，或是被其他人認為，乃是構成了一個獨特社群的一群人。王氏認為，為族群所認定之共同的祖先、共同的文化、共同的語言等說法，其究竟是孰真孰假，並不是一個重要的問題。因為，企圖去尋找某一個族群的本質（無論是「文化的」或是「血緣的」）的做法，通常是徒勞無益的，甚至是容易引發不同立場者的對立。若是將族群一詞同其他的詞彙相比較，其位階，大概是介於民族、國家等較大的單位與家族、地域團體等較小的單位之間。簡言之，族群的範圍，是比家族大，但是比民族小。羅傑斯·布魯貝克，在檢視自1960年代起國際學術界中所使用之族群的概念後指出，以分析的工作言之，群體主義（groupism）的趨勢，已經是弊大於利。群體主義，是一種想像。它的內容，是個人隸屬於一個族群、每一個族群均擁有穩固且獨特的文化傳統、每一個人均應當展現出自己所隸屬之族群的文化。而將群體主義視為人類社會的基礎分類架構，並且分析的文化，乃族群主義。在臺灣的人文與社會科學界中，關於族群論述的內涵，可以大致的被歸納為三種——原生論、情境論、建構論。這三種內涵，均提供了對於何謂族群的不同思考方向。原生論，亦稱本質論，其認為，族群認同，是建立在文化與血緣的基礎上，而且是與生俱來的。情境論，亦稱工具論，其不過分的強調在文化與血緣上的基礎，而是注意在後天環境或是特殊情況下所凝聚之共同意識，並且以此種意識來作為求取生存與發展的族群認同的基礎。建構論認為，族群認同，是在經過長時間下由集體想像所產生出來的建構物。而經常為人所引用之學者班納迪克·安德森的《想像的共同體》一書的觀點，是被歸類為建構論之中。

至於在臺灣社會中使用族群一詞以描述某一現象的歷史，王甫昌表示，該詞彙是於1980年代末期，才開始被普遍使用的。而於族群的概念出現在臺灣社會之前，臺灣客家人，通常為人類學者，當作是方言群。1990年代，在臺灣省政府主席宋楚瑜的支持下，由臺灣省文獻委員會所纂修之著作——《臺灣客家族群史》，是使用族群一詞。學者鄒嘉彥與游汝傑認為，在術語的使用上，族群一詞，既可以是指民系，亦可以是指民族。民系是民族的下位概念，即一個民族是由若干民系所組成的。民系的重要特徵之一，是方言；民族的重要特徵之一，則是語言。在民系的自我認同中，其最重要的依據，是方言。而方言，又可以被區分為若干次方言。1980年代至1990年代，臺灣客家人，是屬於由民主進步黨籍的立法委員葉菊蘭與林濁水，以及學者蕭新煌等人所提出之「四大族群」中之一分子。而這說法，是目前臺灣社會中對於族群分類的主流看法。即使在人口比率上，學者彭維學是根據中華民國政府於1991年所公布之以省籍為背景的人口統計數據推算，閩南人，占71.1％；客家人，占14％；外省人，占13％；原住民，占1.9％。因而彭氏認為，「所謂『四大族群』只是最通俗的說法，嚴格說來應是『一大二中一小』。」

2005年5月，作家李喬在專題演講中認為，臺灣客家人不算是「race」，其應該是位在「nation」與「ethnic group」之間，並且是向「ethnic group」移動。而且該族群，是屬於語系族群。因為在實際上，若是臺灣人不開口，則是無法使人分辨出其中誰為客家人、誰為閩南人。在原作為宣讀於2013年6月的論文中，學者武雅士（Arthur P. Wolf）認為，在客家族裔與閩南族裔之間的實質差異，是淺層差異，而非深層差異。他並不否認兩族裔，確實在語言、飲食、宗祠等方面，皆有差異。不過，這些均屬於淺層差異。「淺層差異就像是揮舞國旗，旗子雖能區別揮旗者，卻不能顯示不同揮旗者的眞實差異。」2020年6月，在依照《公民與政治權利國際公約》第40條規定下，中華民國政府，是提出了關於公約執行情形的第3次國家報告。而在該報告的第275點中，該政府，是認定了客家人為語言上的少數族群之一。

### 「平埔客」與「福佬客」
在學理上，所謂之「平埔客」，是指平埔化的客家人；而「客平埔」，則是指客家化的平埔人。生活在臺灣西部的竹塹地區，並且自我認同為客家人的道卡斯族竹塹社的後裔，即屬於客平埔。不過，學者楊毓雯表示，客家語與國語之間，乃存在著詞序顛倒的現象。例如，在客家語中，稱公雞為「雞公」（kai53 kuŋ53）；稱客人為「人客」（ŋin55 hak5）；稱熱鬧為「鬧熱」（nau33 ŋiet32）。所以，以客家語的詞序與客家人的習慣言之，這些應該被稱呼為客平埔的人，其是被稱呼為平埔客（phiang55 pu31 hak5）。

在臺灣，所謂之「福佬客」，是指受到福佬人同化的客家人。例如，生活在今日之彰化縣員林市的張氏家族與埔心鄉的黃氏家族。而居住在彰化縣的客家人，其祖籍多為廣東省潮州府。學者張屏生指出，福佬客雖然不會講客家語，不過，在其所使用之閩南語中，仍然存有一些客家語的語音或詞彙的殘餘。學者洪馨蘭指出：「『福佬客』是一種族群現象（ethnic phenomenon），原本並不是一種族群、或具有群體意識的一群人。」而該現象，是普遍存在於華南地區與東南亞國家之中。關於福佬客的定義的差異，學者謝重光指出，在中國大陸社會中，所謂之福佬客，一般是指半福佬化的客家人，其約略是與「半山客」同義；不過在臺灣社會中，對於該詞彙的定義，則是較為寬泛的。只要他們的祖先是客家人，即是所謂之「客底」，無論其是完全福佬化抑或半福佬化，均屬於之。為了達到實質族群平等的目標，中華民國客家委員會，是以客底一詞，來取代過去的福佬客、外省客等稱呼。

### 「外省客」
所謂之「外省客」，並非指外省化的客家人，而是指於1949年以後跟隨中華民國中央政府遷移至臺灣的客家人，其亦是指外省人中的客家人。在他們之中，有不少人是在政府機關中擔任要職。例如，屬於廣東客家人的薛岳、黃鎮球、余俊賢、羅友倫、謝森中；屬於江西客家人的陳大慶、賴名湯、王昇。

## 語言
臺灣客家人的母語，為臺灣客家語，其主要源於粵東地區，以及部分閩南地區與閩西地區。學者橋本萬太郎認為，現代的中國語言，由五大語言所組成。其中，以梅縣話為代表的客家話，可以說是中原地區語言的代表。在查閱中國古代等韻學中所言之全濁音的劃分後，他亦認為，客家話的起源地，乃可以追溯至黃河中游地方，而這樣的事實，與從傳說或歷史方面的推測，完全相異，「是有其科學性的根據，具有不同的價值。」在臺灣客家語中，其次方言之間的音韻，差異不大。不過在臺灣仍然至少存在著十種客語次方言，例如，四縣腔、海陸腔、大埔腔、饒平腔、詔安腔、豐順腔、永定腔、五華腔、揭陽腔、美濃腔等腔調。其中的四縣腔、海陸腔、大埔腔、饒平腔、詔安腔，又合稱為「四海大平安」。多數次方言的命名，以來源地為主，例如，海陸腔，即是取自海豐縣與陸豐縣的合稱。在臺灣客家語次方言中，較為優勢的腔調，則是四縣腔與海陸腔兩種，其中又以四縣腔較為通行。四縣腔主要分布在苗栗、桃園、高雄、屏東、花蓮、臺東、南投等地；海陸腔主要分布在新竹、桃園、花蓮、臺東、南投等地。

### 地位
有關客家語在社會語言學中的地位，學者鄒嘉彥與游汝傑認為，客家人說客家語，是同一民系使用同一種方言。關於該語言的地位的保障，中華民國交通部，曾經於1999年5月25日，擬具一份在大眾運輸工具上保障各播音語言平等的草案。該草案，在經過立法院交通委員會審查完成後，亦於2000年4月19日公布。這即是《大眾運輸工具播音語言平等保障法》。在該法第6條中，中華民國政府規定，於大眾運輸工具上，除了以中華民國國語播音外，尚應該以臺灣客家語等其他語言播音。不過，在由中華民國客家委員會所委託研究之數據報告中，臺灣客家語，是在「語言世代傳承」與「使用人口」的兩項指標的評估內，均被研究者歸類為「嚴重瀕危型」。學者黃紹恆指出，今日之臺灣客家人所面臨之最大危機，是「說客家話的人越來越少」。而他們「不說客家話，忘了自己是客家人的可能性也隨之變大。」

在臺灣客家文化中，「寧賣祖宗田，毋忘祖宗言；寧賣祖宗坑，毋忘祖宗聲」，是一重要的祖先教誨。2002年3月20日，行政院客家委員會主任委員葉菊蘭，在立法院第五屆第一會期內政及民族委員會第六次全體委員會上，於答覆立法委員陳建銘的關於「國家第二語言」的質詢時表示：
各族群的語言在臺灣都應該被視為臺灣話，客家人從來沒有自外於臺灣，客家人也從來不認為客家話不是臺灣話，客家話是臺灣話的一種，新住民的北京話，就是通用的國語，也是臺灣話的一種，原住民語、閩南話、福佬話也是臺灣話的一種。
2002年7月，作家鍾肇政，在由客家文化夏令營所提供之學員手冊的卷首語中指出：
客家文化曾經一度沒落，我們的客家母語更要瀕臨消失。但是，我們現在終於搶救了它，而且我們在此共同切磋，打算使它發揚光大，生生世世，永續存在於我們這個國家，而這也正是我們大家共同的責任。因爲我們都是堂堂正正的臺灣人、客家人——卽：「客家臺灣人」。
2004年10月16日，中華民國總統陳水扁，在「2004 a-ha客家藝術節」上的致詞中認為，所謂之「寧賣祖宗田，不忘祖宗言」，是「充分展現出客家人重視文化傳承的觀念」。關於客家語與「臺語」之間的關係，詩人黃恆秋，在出版於2006年6月的研究臺灣客家運動的專門著作中表示：「我們可以說臺語應包括北京話、福佬語、客家語和原住民的各族語言。這些語言應受到民主政治的保障，無高下優劣之分。」在出版於2021年12月的介紹臺灣客家人的專門著作中，學者邱榮舉與王保鍵，即明確的指出：「臺灣客家人講的是客家話（臺灣客語），臺灣客家人就是臺灣人，臺灣客家話（臺灣客語）就是臺灣話（臺語）的一種。」2024年9月27日，立法委員呂玉玲，在立法院第11屆第2會期第2次會議上表示：「臺語的內涵是廣大的，包含著客語、閩南語跟原住民語」。他同時亦表示，手語也是被包括在臺語的範圍之內。

### 使用人口
在1903年所舉行的戶口調查中，日本人是區分了漳州語、泉州語、客家語等統計學上的分類，其並且是明確的指出，「操用客家語者五十萬人」。不過，學者陳漢光認為，該類統計數字，「我們只能知其大槪，其分類亦不甚詳細。」

### 腔調比例
按照2011年4月由行政院客家委員會所編印之數據報告的內容，在符合《客家基本法》定義的會說客語的客家民眾中，與他人溝通的客語腔調，是以四縣腔為最多（63.4％），其次則為海陸腔（47.6％）。其他腔調的比例，如大埔腔，占4.5％；饒平腔，占3.9％；詔安腔，占2.6％。使用「四海大平安」以外腔調者的比例，則是占0.5％。至於「不知道／未回答」者的比例，占6.2％。學者洪惟仁認為，儘管臺灣客家語普通腔，仍然是處在尚未形成的階段，不過，他在觀察自21世紀以來的四縣腔的強勢擴散後預測，該腔調，在未來可能會成為臺灣的客家通行語（Hakka koiné）。

### 研究著作
早在臺灣日治時期，即有知識分子出版過數本關於臺灣客家語的教科書。日治時期的第一本客家語教科書，是出版於1915年由志波吉太郎所撰寫之《廣東語會話篇》。它是一本作為日本人學習客家語的會話教科書。該書的出現，也替未來的日本學者，在從事臺灣的漢語方言研究時，樹立了假名拼音法與聲調標記法。學者陳運棟指出，志波氏在此書的引言中宣稱，其發音是以四縣腔作為標準。不過，由於此書中的去聲調，區分了陰陽。所以，陳氏認為，此書在實際上是以海陸腔作為標準。第二本客家語教科書，是出版於1919年由劉克明所撰寫之《廣東語集成》。它是第一本由臺灣人所撰寫之客家語教科書。該書的內容，分為語音描述、文法分析、對話練習。而該書的發音，是以桃園、新竹、苗栗等地方的四縣腔作為標準，其並且採用了假名拼音。陳氏認為，此書對於變調的描述詳細，是其優點。在日治時期的客家語著作中，陳氏認為，出版於1933年由菅向榮所撰寫之《標準廣東語典》，乃其中最優秀者。菅氏為客家人，亦為劉氏的學生。陳氏認為，菅氏對於客家語語法的分析透澈。但是，此書的聲調分類的記音，卻有前後不一致的問題。而該書的發音，則同樣是以四縣腔作為標準。

在臺灣日治時期，政府亦出版過關於臺灣客家語的辭典。出版於1932年由臺灣總督府所編纂之《廣東語辭典》，是日治時期唯一為日本人所編纂之日語與客家語對譯的雙語辭典。該書的發音，是以四縣腔作為標準。

### 能力認證
自2005年起，中華民國客家委員會，即對臺灣客家語的使用者，辦理語言能力程度的認證。該項認證，為「客語能力認證」。其認證等級，區分為基礎級、初級、中級、中高級、高級、專業級等六種。在該項認證中，臺灣客家語次方言，分有四縣腔、海陸腔、大埔腔、饒平腔、詔安腔等五種。至於通過該項認證者，則會由客家委員會發給相應等級的「客語能力認證合格證書」，以證明通過認證者的客語能力程度。

## 制度

### 法

#### 憲法
學者周錦宏、王保鍵、蔡芬芳在出版於2022年9月的著作中指出，臺灣客家人，為臺灣的少數族群，但是其並不似臺灣原住民擁有在憲法上的保障的依據（《中華民國憲法增修條文》第10條第11項與第12項）。因此，他們即認為，未來若欲深化該族群的個人權利，可循中華民國司法院釋字第803號解釋的路徑，援引國際人權法，並且參考國外少數群體語言保障的機制。

#### 法律

##### 《客家基本法》
學者周錦宏、王保鍵、蔡芬芳認為，於2010年所制定之《客家基本法》，是「成為當代客家發展的制度性引擎」，其不但在法律層次上，定義客家人（個人）、客家族群（集體）、客家語等用詞，尚以諸多制度的安排，來推動臺灣客家的語言、文化、產業的政策。

### 主管機關

#### 中央政府
關於臺灣客家人事務的中央政府主管機關，為中華民國政府於2001年6月14日所設立之「行政院客家委員會」。該委員會的首任主任委員，為律師出身之范光群。該委員會，亦為了符合《客家基本法》中的規定，而自2010年起，同考試院一起協調，在公務人員考試中，設立「客家事務行政」類科。2012年1月，它在配合組織改造下，改制為「客家委員會」，其至2021年時，是全球唯一中央級的客家事務專責主管機關。為了傾聽與整合各地民眾對於客家事務的意見，客家委員會，也即於2009年起，定期召開「全國客家會議」，其至2021年時，已召開7屆會議。學者王保鍵認為，客家人事務的專責行政組織的體系成立，其政治效果，是除了彰顯臺灣客家族群擁有專屬的行政組織以幫助他們爭取權益外，亦是「代表臺灣客家族群有了明確的政府預算分配規模」。易言之，此即表示國家在政府預算的資源分配中，均有一定比例分配在辦理客家族群的事務上。

##### 客家文化發展中心

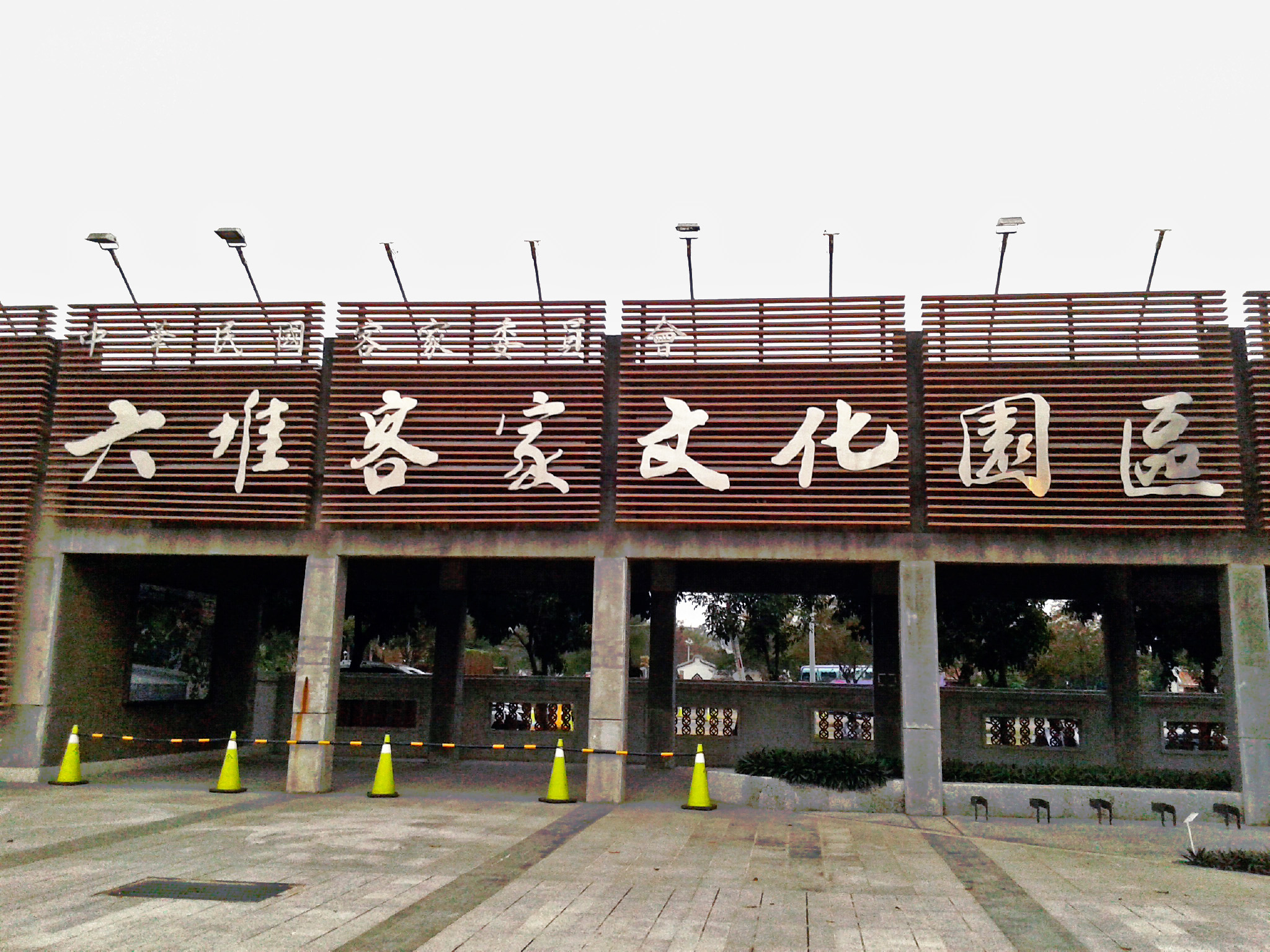
位在中華民國臺灣省屏東縣內埔鄉的六堆客家文化園區，是由客家文化發展中心所管理

客家文化發展中心，是客家委員會的附屬機構，其前身是臺灣客家文化中心籌備處。2004年3月17日，為了在臺灣北部地區與臺灣南部地區推動籌設兩座國家級的客家文化設施，行政院客家委員會，即在位於臺北市信義區的中國石油股份有限公司的總公司大樓中設立「行政院客家委員會臺灣客家文化中心籌備處」。該籌備處於2006年3月6日，搬遷至新竹縣竹北市的新瓦屋聚落。不過，因為新瓦屋聚落，後來是改由新竹縣政府管理，所以，它於2010年6月18日，搬遷回中國石油的總公司大樓。該籌備處的工作，主要是負責籌設分別位在苗栗縣銅鑼鄉與屏東縣內埔鄉的兩座博物館的園區。它們分別被命名為「苗栗客家文化園區」與「六堆客家文化園區」。在經歷規劃、設計、施工等過程後，兩園區，是分別於2012年5月與2011年10月正式營運。2012年1月1日，行政院客家委員會臺灣客家文化中心籌備處，改制為「客家委員會客家文化發展中心」，其並且進駐苗栗縣銅鑼鄉，以負責其轄下兩園區的營運與管理。2017年時，為了表示其鏈結全球客家博物館的發展任務，並且成為客家文化保存與發展的基地，苗栗客家文化園區，即更名為「臺灣客家文化館」。

另外，客家文化發展中心，也自2021年11月起出版半年刊《客·觀》，以提供一關於客家、族群、博物館等議題之間的對話平臺。

#### 地方政府
在中華民國中央政府於2001年6月14日設立「行政院客家委員會」後，其地方政府亦相繼設立關於臺灣客家人事務的專責行政組織。2002年6月17日，臺北市政府即設立「臺北市政府客家事務委員會」，其是在地方政府的層級中最早設立的客家人事務的專責行政組織。
| 機關或單位               | 設立時間       |
| ------------------------ | -------------- |
| 臺北市政府客家事務委員會 | 2002年6月17日  |
| 屏東縣政府客家事務處     | 2002年8月22日  |
| 高雄市政府客家事務委員會 | 2005年1月1日   |
| 新北市政府客家事務局     | 2007年10月1日  |
| 花蓮縣政府客家事務處     | 2010年8月19日  |
| 臺中市政府客家事務委員會 | 2010年12月25日 |
| 桃園市政府客家事務局     | 2011年1月1日   |

### 財團法人
在政府再造的驅動下，中華民國政府，分別於2004年制定《中央行政機關組織基準法》、2011年制定《行政法人法》、2018年制定《財團法人法》。它即在傳統的公權力機關外，建構行政法人的機制，並且健全財團法人的制度。

#### 客家公共傳播基金會
2019年12月27日，財團法人客家公共傳播基金會正式營運，其是《財團法人法》第2條第2項所規定之「政府捐助之財團法人」，亦屬於私法人。在期望主責機關與基金會之間，形成公私協力的治理關係的理念下，原由客家委員會所營運之講客廣播電臺，即轉由客家公共傳播基金會來營運。

## 歷史

### 渡臺時間

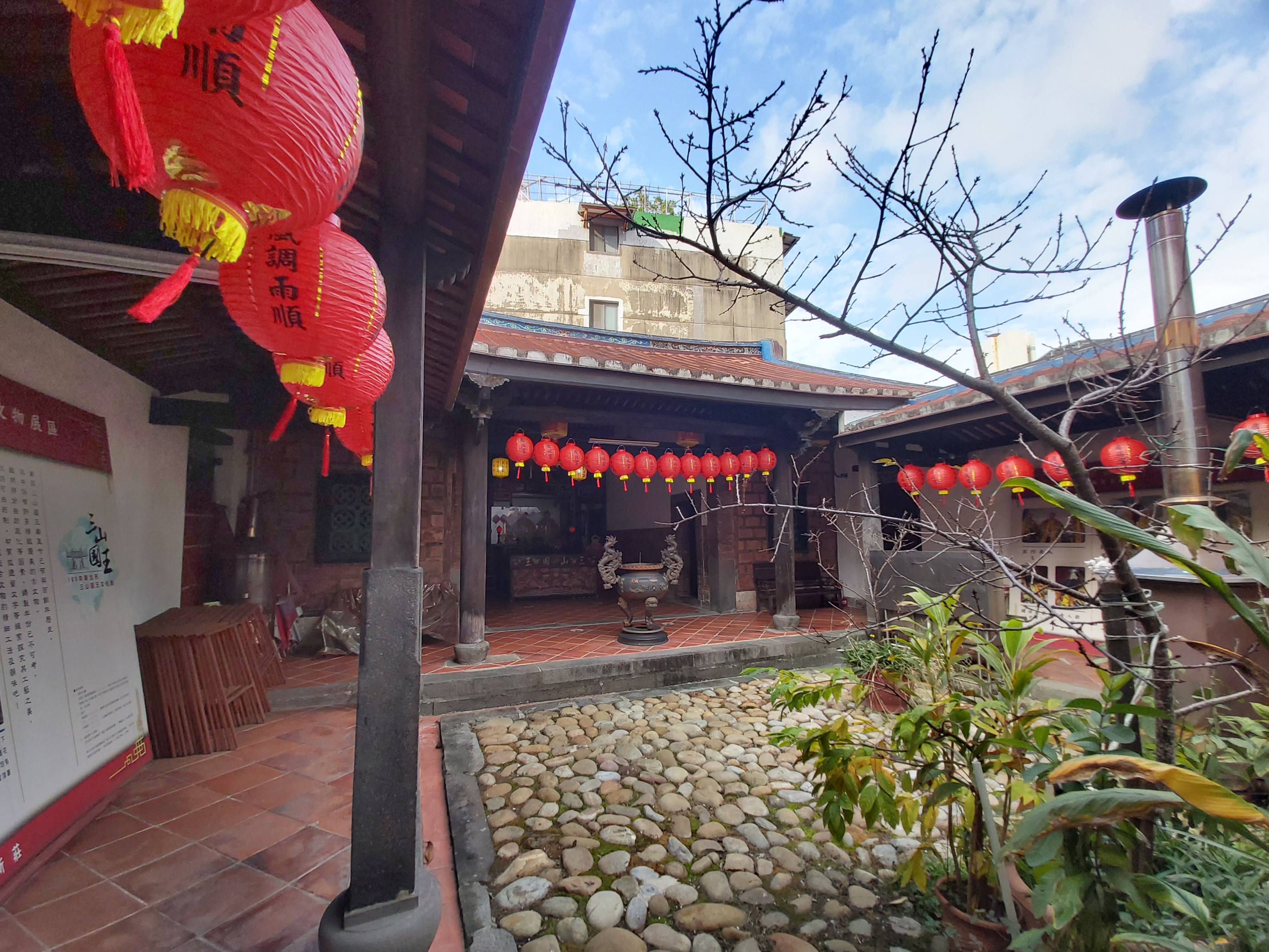
新莊廣福宮

於19世紀旅居臺灣的大不列顛暨愛爾蘭聯合王國茶葉商人約翰·杜特，在其日誌中表示：「客家人在不同時期被官方從廣州南部招募來此，是移民福爾摩沙的先驅，他們佔據了島嶼西側與番人領土接壤的區域，比起其他漢人，與番人接觸更為頻繁。」而於1875年抵達臺灣，並且對該地進行為期兩個月的民族與語言考察的俄羅斯帝國海軍准尉保羅·伊比斯（П. И. Ибиса），亦在其文章中表示：「這些山地的東部有平埔族居住，而西部主要為漢人——在他們之中，我看見一些人有大而直的眼睛、大鬍子和近似印度日耳曼人種的面部特徵」，而這些人「被稱為客家人，其起源看來尚不確定。有人說，他們是漢化了的吉普賽人；也有人說，他們是中國南部山區的原住民，自古便遷居福爾摩沙。」另外，於1898年2月至同年5月間遊歷臺灣的德意志帝國藝術工作者阿道夫·費實（Adolf Fischer），則是在其著作中表示：「沿著蕃界的邊界，可以找到許多客家聚落。滿清王朝時，這支源自廣東的民系朝中國南方的省分遷徙，其中有許多去了福建。然而到了當地，原先的居民並未接納這群被他們稱作『外人』的客家人，使得客家人依然無法在這些地方落地生根。於是他們大規模地來到福爾摩沙，經常出沒於從事樟腦業的地區，可以被視為有勇氣、永不服輸的漢文化開拓者。客家人占了與蕃人從事商業往來的最大宗，當然也從來不會讓自己吃虧。他們給蕃人帶來鹽、火藥、武器、布料和各式廉價品。」

早於17世紀時，即有客家人在臺灣活動的蹤跡。1897年，任教於東京帝國大學史學科的德國籍猶太裔史學家路德維格·里斯，在由他所著之《福爾摩沙島史》（Geschichte der Insel Formosa）中表示，在17世紀中葉時，荷蘭人即將客家人當作翻譯，來與原住民族部落中的頭目們溝通。他亦表示：「客家人也負責將福爾摩沙的物產與外界交易」。美利堅合眾國商人達飛聲，在出版於1903年的《福爾摩沙島的過去與現在》（The island of Formosa, past and present）中的談論以顏思齊為首的海盜幫派所進行之劫掠與貿易活動的段落後表示，於此同時，已有相當多的漢人，因為受到肥沃土地的吸引，所以成群的遷移至臺灣島。接著，他稱：「最先避難而來的是客家人（the Hakkas），他們在中國被視為流浪者，事實上『客家人』意即『異鄉客』（stranger）；他們像猶太人一樣，被迫不斷遷徙，所以雖然勤勞，卻毫無立錐之地。」他亦稱：「這些在大陸過著悲慘生活且飽受壓抑的流浪者，來到福爾摩沙尋找平靜的生活，發現了多麼『理想中的黃金國』（El Dorado）啊！客家移民快速增加，據估計，在一個世紀內，擁有最多客家人的廣東省，其中3分之1的客籍人士遷居福爾摩沙。」學者尹章義指出，由於明末嘉靖至萬曆年間縱橫於中國東南沿海與臺灣等地的「海上巨寇」，如林道（潮州惠來人）與林鳳（潮州饒平人），均為粵東人，而明代潮州府轄下的惠來縣與饒平縣，均有客家族群分布其間。因此他推論，客家人有可能伴隨兩人在臺灣的活動而一同遷移至臺灣。不過，學者翁佳音認為，林道乾應該是潮州府澄海縣鮀浦都月浦人。學者謝重光，則是在對多份蕭氏族譜研究後認為，漳州府南靖縣書洋的客家人蕭氏家族，其早在明萬曆年間，即已移居至今日之彰化縣社頭鄉等地。

### 「渡臺禁令」與「禁惠、潮之民渡臺說」
1920年11月，連橫在《臺灣通史》的敘述過去清政府於康熙二十三年時的經營活動的文句中表示：「初，延平郡王成功克臺之歲，淸廷詔遷沿海居民，禁接濟。至是許開海禁，設海防同知於鹿耳門，准通商；赴臺者不許擕眷。琅以惠、潮之民多通海，特禁往來。」其實，在目前史料中所能見到之最早關於施琅禁止廣東省的惠州府與潮州府人民渡臺（赴臺、入臺）的說法，可見於擔任巡視臺灣監察御史的黃叔璥所著之《臺海使槎錄》一書中。黃叔璥表示：
臺灣始入版圖，為五方雜處之區，而閩粵之人尤多。先時鄭逆竊踞海上，開墾十無二三。迨鄭逆平後，招徠墾田報賦；終將軍施琅之世，嚴禁粵中惠、潮之民，不許渡臺。蓋惡惠、潮之地素為海盜淵藪，而積習未忘也。琅歿，漸弛其禁，惠、潮民乃得越渡。雖在臺地者，閩人與粵人適均，而閩多散處，粵恒萃居，其勢常不敵也。
上述黃氏書中的文句，乃是他引用自夏之芳所編輯之《理臺末議》一書中的文句。該書經過學者林淑慧搜尋後，被林氏認為是「惜今僅存其目」。文史研究者楊熙認為，這出自於《理臺末議》之說法，「可能是傳聞失實」。因為楊氏在引用學者伊能嘉矩所推定之說法上指出，早在康熙二十五年或康熙二十六年時，即有廣東省的客民入臺，他們並且拓殖於下淡水溪東岸流域等地。而施琅是卒於康熙三十五年。在出版於1928年的《臺灣文化志》中卷第十一篇的「第二章　臺灣渡航之弛張」中，伊能氏寫道：
康熙二十二年清朝靖臺當初，廷議以為其地孤懸海外，易於藪賊，須棄諸版圖之外，至前代以來既住之漢民應悉遷徙於內地，專留澎湖之民。時福建水師提督施琅特為反對，上疏切陳棄留臺灣之利弊，事得中止。而此消極廷議之影響，仍然持續為治臺之方針，對既住之民施以嚴厲之監視，同時禁止有妨礙治安之虞、獨身無業之遊民滯留，為使其還原籍，命強制渡海（即逐回過水），且對於新欲渡來者加以一定之限制，發布臺灣編查流寓之例（《六部處分則例》）曰：
臺灣流寓之民，凡無妻室、無產業者，應逐回過水，交原籍管束。其有妻室、產業，情願在臺居住者，該府、縣即移知原籍，申報臺廈兵備道稽察，仍報明督、撫存案。若居住後遇有犯過，罪止杖笞以下者，照常發落，免其驅逐，若犯該徒罪以上者，不論有無妻室、產業，概押回原籍治罪，不許再行越渡。（失察之官司亦依輕重罰俸、降級有差。其使奸宄而流寓叢集滋事者，處以革職。）
隨後，伊能氏又表示有「同時附帶之」關於人民渡臺之三項限制。其內容如下：
一、欲渡航赴臺灣者，先給原籍地方之照單，經分巡臺廈兵備道之稽查，依臺灣海防同知之審驗許之，潛渡者處以嚴罰。
二、渡航臺灣者，不准攜伴家眷，既渡航者不得招致之。
三、粵地（廣東）屢為海盜淵藪，以其積習未脫，禁其民之渡臺。
此外，與黃叔璥生活於同一時代，並且曾經參與平息朱一貴之亂的藍鼎元，在〈與吳觀察論治臺灣事宜書〉一文中認為：
客莊居民，從無眷屬，合各府、各縣數十萬之傾，側無賴游手，群萃其中。無室家宗族之系累，欲其無不逞也難矣。婦女渡臺之禁既嚴，又不能驅之使去，可為隱憂。鄙意以為宜移文內地，凡民人欲赴臺耕種者，必帶有眷口，方許給照載渡，編甲安插。臺民有家屬在內地，願搬取渡臺完聚者，許具呈給照，赴內地搬取。文武汛口，不得留難。凡客民無家眷者，在內地則不許渡臺，在臺有犯務必革逐過水，遞回原籍。有家屬者，雖犯，勿輕易逐水，則數年之內，皆立室家，可消亂萌。
藍氏亦在建議清政府應該如何去治理臺灣的奏疏中認為：
臺民素無土著，皆內地作奸逋逃之輩，群聚閭處，半閩半粵。粵民全無妻室，佃耕行傭，謂之客子。每村落聚居千人百人，謂之客莊。客莊居民，結黨尚爭，好訟樂斗，或毆殺人，匿滅踪迹，白晝掠人牛，莫敢過問，由來舊矣。

#### 近人研究
在承接過去由連橫等人所提出之惠州府與潮州府人民因為施琅（泉州晉江人）的關係而被禁止渡臺（赴臺、入臺）與離臺的說法上，1990年代初期，學者尹章義在研究中，即曾經質疑所謂的「禁惠、潮之民渡臺說」。他認為，假如施琅禁止惠、潮之民渡臺的原因，真如《理臺末議》中的文句所言，是「蓋惡惠、潮之地，數為海盜淵藪而積習未忘也」，「那麼閩南的泉漳難道不也是『數為海盜淵藪』，而且直到嘉慶、咸豐年間，仍然產出不少大海盜嗎？」尹氏亦認為，施氏嚴禁人民渡臺的問題，「或許需要學者做更深刻的研究才能解答」。1990年代末期，學者王東表示，客家人在朝向臺灣遷移的過程中，「與福建的漳泉移民相比，客家移民受政治上的牽制更大」。他認為，清政府之所以嚴禁粵東人民入臺的主要原因，不是因為少數粵東人民的海盜活動，而是因為「明末清初以粵東為中心的客家大本營地區曾多次成為反清的重要策源地」，所以清政府顧慮若是讓該地的人民入臺，將容易出現對抗之勢。並且他指出，該項論點亦在施琅的《靖海紀事》中，「曾多有表露」。次要原因，則是屬於族群因素。由於遷居臺灣的閩南人與客家人，時常發生規模大小不一的械鬥。王氏認為在雙方的長期械鬥中，「身為閩南人的福建水師提督施琅，總是偏袒閩南人，並將引起械鬥的原因推給粵東的客家人（也包括閩西的部分客家人）。」因此，以施琅為首的管轄臺灣的福建地方官僚，即對粵東人民採取嚴禁入臺的措施。學者李文良在出版於2019年9月的著作中表示，直到18世紀末的清政府開放蚶江與福州兩地同臺灣對渡之前，位在福建省南部的廈門，是華南地區的人民渡臺的唯一合法港口。而閩南人是牢固的控制了該港口與渡航船隻。在朱一貴事件之後，閩人與粵人之間的仇殺對立，達到了高峰。當時之閩人，除了組織小團體在臺灣府狙殺其所謂之「客民」外，尚放出風聲稱，所有往來兩岸的船隻、關隘、歇店，均由其親友所控制。因此，閩人要殺害客民，「甚如抹蟻」。這些事情的發生，均造成了客民的高度恐慌，而使得其一再向官員遞稟呈控。

學者謝重光在出版於2008年12月的著作中認為，清政府的「渡臺禁令」，其執行的效果並不好，「所謂『禁者自禁，渡者自渡』，在被禁期間惠、潮客家人偷渡去臺者從未斷絕。」他表示，汀州府的客家人與漳州府西部的客家人，則是不在此禁令的限制內。因此，於康熙年間，亦有一部分的漳州府客家人渡臺。例如，詔安縣官陂的張廖氏家族。

無論是在主觀或客觀上，清政府對於人民來去臺灣的政治限制，亦影響到文史研究者曾喜城與劉還月所發表之研究中的論點。曾氏認為，在討論清代臺灣的客家人口數量比起閩南人口數量要來得少的議題上，其核心原因應該是「滿清平臺之後，鄭軍及移民紛紛被遣返大陸。」他指出，向施琅投降的「鄭成功的得力部將劉國軒」即是「曾被清軍遣送天津墾荒」。他亦認為，當時「清廷頒布了『臺灣編查流寓六部則例』」，所以導致「移民臺灣第一代的客家人，有不少是為人雇傭的『客子』，終難逃被遣返的命運。」在轉引學者林衡道所編輯之通史著作內容下，劉氏稱：「清廷治理臺灣之初，曾頒布三條限制中國人民渡臺的禁令，其中『粵地屢為海盜淵藪，以積習未脫，禁其民渡臺』一條禁令，使得客家人到臺灣的開拓過程中，比漳洲人與泉州人多了一道枷鎖。」關於人民來去臺灣的限制，尚有地理方面。學者王幼華表示，來自於廣東省的人數之所以會少於來自於福建省的人數，其重要原因之一，是距離。以海岸線論之，福建東岸與臺灣西岸，有300公里以上為彼此相對，而且在兩岸之間，其航線，至少有28條以上。相比較之下，廣東東岸則是與臺灣南部地區（今日之臺南市、高雄市等地）相對，而且兩岸之間的距離甚遠。人民從廣東渡臺，主要是由汕頭出發，而其航線甚少。如果人民不從廣東汕頭渡臺，即須北行至福建廈門。因此，在渡臺一事上，廣東人民比起福建人民來說，是不方便得多。

對於藍鼎元在〈與吳觀察論治臺灣事宜書〉等文中的說法，文史研究者薛雲峰認為，藍氏的態度，是「擺明了排斥客家人」。薛氏亦認為，藍氏是為了應對由於臺灣人口的變化所導致之治安問題，所以即向掌握權力的福建分巡臺灣道吳昌祚提供治理的建議——允許人民攜眷渡臺。學者林正慧，則是在引用清代鎮平縣文人黃釗的說法上認為，若干出自於藍氏所撰寫之對於「粵東客民的負面描述」，實際是「鄉曲之論」。而學者張正田指出，在歷史上，「四海為家，客而家焉」的客家人，是難免受到同屬於漢人的其他族群的非議與汙衊。這種狀況，多見於明清兩代的由其他族群所書寫之提及客家人的地方志中。學者李文良發現，書寫清代臺灣南部地區的客家人的權力，乃往往被掌握在閩南人的手中。因此，處處多有汙衊該地區客家人的紀錄。

### 祖籍
2001年5月，學者邱彥貴與吳中杰，在他們的共同著作中，大致整理出清代臺灣客家移民的主要祖籍。摘如下表：
| 省     | 直隸州或府 | 州直轄地或縣                                                                 |
| ------ | ---------- | ---------------------------------------------------------------------------- |
| 廣東省 | 嘉應直隸州 | 嘉應直隸州直轄地（梅縣）、鎮平縣（蕉嶺縣）、平遠縣、興寧縣、長樂縣（五華縣） |
| 廣東省 | 潮州府     | 大埔縣、豐順縣、海陽縣（潮安縣）、潮陽縣、揭陽縣、普寧縣、惠來縣、饒平縣     |
| 廣東省 | 惠州府     | 海豐縣、陸豐縣                                                               |
| 福建省 | 汀州府     | 長汀縣、連城縣、上杭縣、永定縣、武平縣                                       |
| 福建省 | 漳州府     | 南靖縣、平和縣、雲霄縣、詔安縣                                               |

大體上，客家人在臺灣的拓墾活動，開始於清康熙二十年代，即約是鄭克塽降清前後，並且興盛於雍正至乾隆年間。其中籍貫方面，首先以廣東省嘉應州屬的人數為最多，約占全部客家人總數的二分之一；其次是廣東省惠州府屬的人數，約占四分之一；再次是廣東省潮州府屬的人數，約占五分之一；最後則是福建省汀州府屬的人數，約占十五分之一。

#### 嘉應五屬

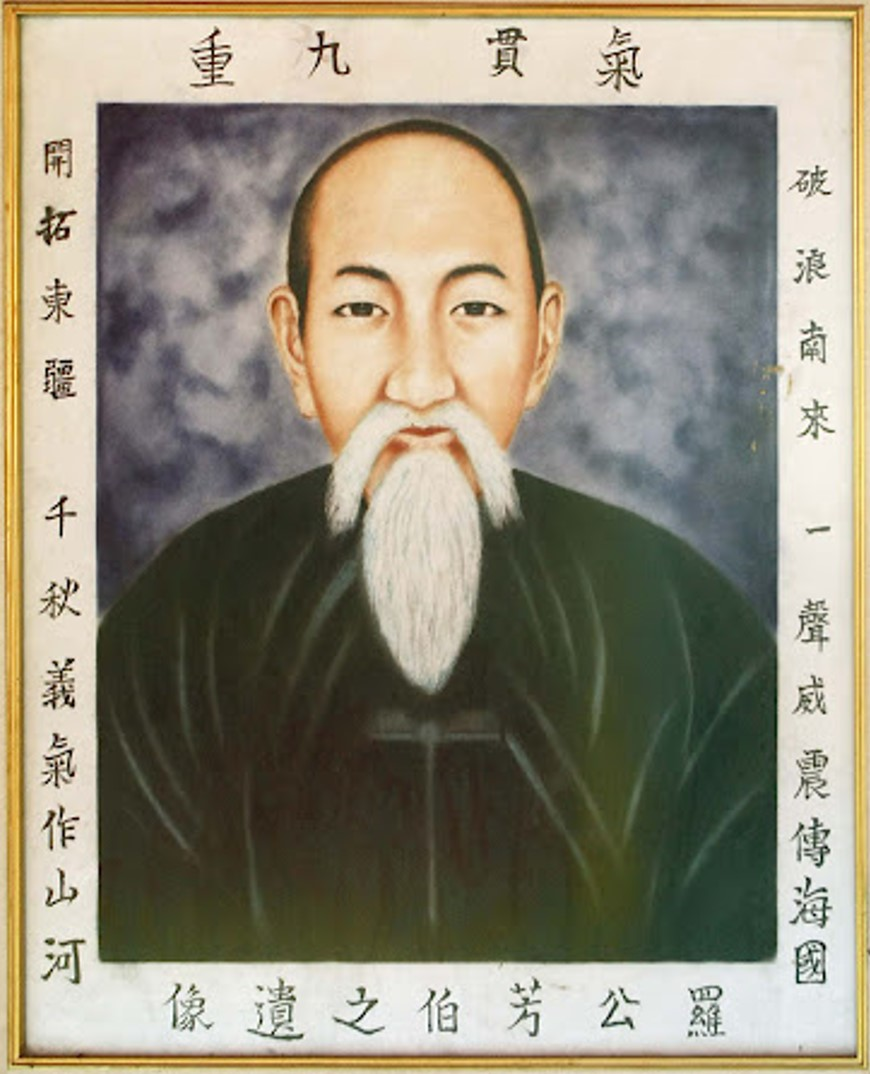
於18世紀，在婆羅洲建立政府，並且制定國號為「蘭芳大總制」的客家人羅芳伯，是來自於嘉應直隸州轄下的石扇堡

所謂之「嘉應五屬」，是指清代的嘉應直隸州所管轄之鎮平縣、平遠縣、興寧縣、長樂縣，以及嘉應直隸州直轄地（為州衙門所在）等五地。在1733年（雍正十一年）嘉應直隸州設置之前，嘉應直隸州直轄地，原為潮州府的程鄉縣；鎮平縣與平遠縣，原受潮州府所管轄之；興寧縣與長樂縣，原受惠州府所管轄之。1912年（民國元年），嘉應直隸州直轄地，改設梅縣。因此，原本之嘉應五屬，在民國之後，即是指梅縣、鎮平縣、平遠縣、興寧縣、長樂縣等五縣。後又於1914年，鎮平縣，更名為蕉嶺縣；長樂縣，更名為五華縣。來自於嘉應直隸州的客家人，他們在東南亞地區從事農業、礦業、商業等活動者甚夥，其中不乏有著名人士。例如，於1777年在婆羅洲建立政府，並且制定國號為「蘭芳大總制」，復受他人推舉，而就任該政府的元首——「大唐總長」（亦稱「大唐客長」）的客家人羅芳伯，即是來自於由嘉應直隸州所直轄之石扇堡（北路10堡之首堡）。他在身後，更為人視作保護神，而稱作「羅大伯」或是「羅伯公」。祂亦成為該地的民間信仰之一。

由於可能是受到1945年以後始遷移至臺灣的廣東省梅縣客家人的說法影響，所以清代即遷移至臺灣的客家族群，常自稱其家族源自於中國大陸的「梅縣」。不過，該地於1733年後實為嘉應直隸州直轄地，其直至1911年時，均未再設縣級行政區。雖然，梅縣是以作為客家人的「先祖之地」而廣為人知，不過，該縣其實於1949年以前，亦是以作為全中國的學校數量最多的縣份而聞名。在中國抗日戰爭時期，該縣即有640所小學，學生數量達6萬人。該縣的初級中等學校、高級中等學校，以及師範學校等校的數量，亦有30餘所。這些學校幾乎均是私立學校，其主要是由返回家鄉的重視教育活動的客家人所捐獻興辦的。蕉嶺縣、平遠縣、興寧縣、五華縣等四縣，同樣也是學校數量多的縣份。

### 拓墾活動

#### 臺灣南部
關於客家人在屏東平原拓墾的濫觴，約於1696年或1697年以後，客家人已在屏東平原上建立名為「濫濫庄」（位於今日之屏東縣萬丹鄉四維村濫庄）的穩固據點。在該庄西邊的下淡水溪以西地區，全為閩南人所占；而在下淡水溪以東地區，閩南人亦建立萬丹、新園、東港等村落。其餘地區，則是分佈有平埔族的鳳山八社。該庄亦是「六堆」之起源。學者陳麗華指出，學者林正慧對清代客家人拓墾屏東平原的研究「已經做了細緻勾勒」。陳氏在引用林氏研究成果上表示，客家人的拓墾活動，可以區分為兩個階段。第一階段，為康熙年中葉至末葉，客家人以濫濫庄為中轉點，分別向北、中、南三個方向進行拓墾。他們於初期時，是以東港溪沿岸為主要的活動地區，而墾成內埔、竹田、萬巒等庄。約於同時或稍晚，是往北方墾成長治、麟洛等庄。這些地區，相當於日後六堆中的傳統分區——整個「中庄」的範圍。至於往南方的拓墾活動，他們則是發展至東港溪流域，即佳冬、新埤等「下庄」境內。第二階段，為乾隆年初葉，他們主要則是集中於「上庄」境內的美濃、高樹等地。約於此時期，所謂之六堆聚落的格局，才大致底定。

於19世紀拍攝多幀臺灣的風土人情照片的攝影師約翰·湯姆生，在其攝影集中表示：「客家人分布的地區與那些凶悍原住民的獵場相比鄰，他們也和那些高山族結盟，以便以物易物，用中國人的物品交換樟木、獸角、獸皮和藤等等。」學者周婉窈表示，居住在琅𤩝地區（今日之恆春半島）的客家人，在族群關係上，是同當地的原住民交好。原住民所需要之槍枝、火藥，以及日用品，均是依靠其同客家人的貿易活動中取得。在發生於1871年的琉球人船難事件中，護送12位生還者前往保力，並且將其交由楊友旺照顧的老人鄧天保，即是客家人。而保力庄，正是客家聚落。此外，當必麒麟陪伴琅𤩝下十八社總頭目卓杞篤的兩位女兒前往琅𤩝（車城），並且會見清政府的官員時，卓氏請求必氏，務必要安全的將其兩位女兒，送返卓氏在保力庄的朋友那裏。這足見保力庄同當地原住民部落之間的良好關係。學者曾純純與張永明認為，位在今日之車城東南方的保力，在拓墾時期，是成為恆春半島上的客家庄的代表，其亦是客家人南遷的重要根據地。它的拓墾歷史，可以上溯至乾隆年間。

#### 二次移民
關於客家人的二次移民的議題，其在島內的移動範圍，主要是可以被歸納為兩大主軸，一是在臺灣西部海岸地區之間的人口移動；二是在臺灣西部地區與臺灣東部地區之間的人口移動。儘管移動案例是少見的，不過仍然有客家人是二次移民至東南亞地區。

### 分類械鬥與聯組織
清代彰化縣文人陳肇興，曾經作了題為「械鬥竹枝詞」的四首詩作。其分別如下：
無人拓殖不居功，動輒刀槍奮起戎。利益均沾天地義，強爭惡奪是歪風。
淡水環垣病最多，漳泉棍棒粵閩戈。因牛為水芝麻釁，一鬥經年血漲河。
災及後龍彰化間，禍延錫口至宜蘭。羅東亦效相殘殺，人命如絲似草菅。
起止紛爭數十年，時停時作互牽連。腥汙血染開疆史，斲喪精英笑失筌。
清代臺灣的分類械鬥，始於朱一貴事件。為在動亂中求取自保，當時在臺灣的客家人，於是陸續成立所謂之「聯庄」、「聯甲」等民間組織。該類組織，在後來的發展上，亦經常轉型為在地方鄉土上守望相助的「團練」組織。例如，肇因於康熙年間的朱一貴事件爆發，由於其中的朱一貴（漳州長泰人）與杜君英（潮州海陽人）兩人發生齟齬，為求取自保，若干生活在下淡水溪流域的客家族群，便即串聯13大庄與64小庄，共約1萬餘人，「劃地為營」與「聯庄為壘」。他們在組成前營、後營、左營、右營、中營、巡查營、先鋒營後，並且擊潰來犯的朱一貴部隊。在事件結束後，巡查營被取消，其餘各營則是分別被改制為前堆、後堆、左堆、右堆、中堆、先鋒堆。此「六堆」共同推舉大總理、副總理等職，以統一管理六堆事務。在後來發生於雍正年間的吳福生事件與乾隆年間的林爽文事件中，該組織亦適時發揮其保衛地方鄉土的作用。此一類型的地方團練組織，在清代邊防的活動中，其通常是「背後有政府力量作為支撐」。除此之外，在臺灣中部活動的客家族群中，亦從「七欠」（七崁）中發展成一保衛地方鄉土的聯庄組織。七欠原先為一祭祀區域，由居住在西螺等地的祖籍為清代漳州府轄下的詔安縣張廖宗族所共同組成。其所包含的各欠，均轄有數個小庄。後在分類械鬥中，七欠即形成為以保衛地方鄉土為目的的聯庄組織。其內部的習武風氣，更是興盛。

學者蕭新煌與黃世明認為，在乾隆年以前的臺灣鄉村社會中，所謂之「保甲」，只是一項有名無實的官治組織。他們在引用學者蕭公權的論點上表示，政府之所以會在社會中建立保甲，其目的為監視與控制人民；而由政府所建立之保甲，乃會與固有鄉村中的民間組織，發生互相制衡的效果。易言之，他們認為，保甲的頭人，是政府穩定鄉村社會中的治安的工具，而不是鄉村社會中的地方利益的代表。學者李信成表示，保甲是清政府「於縣、廳之下，採十進法編查戶口以輔助地方治安的一種組織，其職務在於編查記錄戶口並稽查犯罪」。他認為，於康熙年至乾隆年，清政府的官員「從未放棄在臺灣實施保甲的企圖」，但是其中「也從未有成功的經驗」。保甲「可以說是一種時做時輟的非常設性制度」。於嘉慶年後，「保甲徒具形骸而無其實」；於道光年後，保甲即滲入聯庄與團練內。若干變化，使得保甲固有的組織與其機能，不復存在。

於道光年間，為因應臺灣社會治安的變化，清政府的官員，於是對保甲進行更張與擴充。他們即利用社會中街庄既有的頭人，施行所謂之「清庄聯甲」的辦法。這是以既存的自然街庄單位來清查盜匪，並且用於聯合防衛，以補充過去保甲之不足的方式。在特殊時期，自然街庄單位，則是輔以團練來保衛地方鄉土，其亦協助官兵剿匪。學者李信成認為，最早在臺灣施行清庄聯甲者，應該可以上推到於道光元年至道光四年之間，擔任按察使銜分巡臺灣兵備道的胡承珙。胡氏將在福建省延建邵道任內，所利用之清庄聯甲，應用於臺灣社會。道光五年，在鳳山縣人許尚與楊良斌所引起之動亂後，閩浙總督趙慎畛與福建巡撫孫爾準，即訂立清庄聯甲章程。清庄聯甲，乃聯庄組織的重要事務，其意義正如姚瑩在〈上督撫請收養游民議狀（戊戌七月）〉中所言：「夫淸莊者，嚴事稽查，不使內賊之匿；聯甲者，互相防守，不使外賊之來也。」清庄，是利用會聽命於既有街庄頭人的庄民，清查庄內的游民，並且將游民在臉上刺字後驅逐回原籍地的方式。而按照收錄在《福建省例》一書中的戶口類例案——〈保甲通飭事件〉所言，聯甲，則是「合衆甲爲一甲，與保甲之各淸各甲者，雖稍有不同，而實相爲表裏」。因此，清庄聯甲，實乃地方官在因應地方的統治狀況下，為保甲所作之更張與擴充。其打破人為十進法的保甲，在以自然街庄互相聯合的基礎上，採取各自清查各自庄內匪類的方式，以收取「內除莠民、外禦匪賊」的效果。不過，由於姚瑩知曉當時社會的游民數量眾多，亦不認同清庄中將游民遣返的做法。所以，姚氏即命令各街庄的總理與董事去收養游民，以防止游民替匪作亂。在道光年以後，臺灣各地方社會，或因為政府人士的命令，或因為地方人士的自動，而不斷施行清庄聯甲的辦法，產生出若干聯庄組織。當民變或是械鬥發生之際，聯庄組織的辦理情況，尤見踴躍。該組織亦與團練的辦理情況相同，若社會狀態稍微安定，其則是只於冬令辦理。

### 武裝反抗運動
學者保羅·D·巴克萊（Paul D. Barclay）認為，持續到1915年的臺灣漢人的武裝反抗運動，是象徵著第一次世界大戰前的以漢人為主的臺灣平地社會，「稱不上是規訓的社會」。臺灣總督府，在這前提之下，尚需要以「粗暴的武力」，來維持社會的秩序。在1915年以後所發生之漢人的武裝反抗運動，即再也沒有達到過去的北埔事件與西來庵事件的規模與強度。

### 族群觀察
於1980年代至1990年代，臺灣客家人中的知識分子，經常撰文表達對於自己族群的性格與處境的觀察。例如，畢業於臺灣省立新竹師範學校的客家作家李喬，以自己多年的「生活經驗」批評：「客家人總是『半自動』加以『半被動』地以『客人』自居，那深沉的、徹底的自卑感，令人悲哀又憤怒！」他亦批評，在歷史上，除了經濟層面的原因外，他們「骨子裏未始不是自卑意識的作祟——曾經扮演過一些頗有疑義的角色。」凡此種種，所以李氏鄭重的建議：「『我客家人子孫』在今天、在以後宜深刻省思的。」畢業於美國布朗大學的客家學者徐正光，在由他所主編之以臺灣客家社會與文化為主題的論文集的序言中指出，當代客家人活動經常表現出兩種現象。他認為，在一方面，「客家人常被稱為社會中的隱形人。他們在一般的公共生活中可以很流利的使用北京話或閩南語，但很少或避免使用自己的母語；在社會和政治運動上，他們較少參與，或即使積極的參與，他們也儘可能不凸顯作為一個族羣的客家人的身份。」易言之，「在很多人的印象裡，客家人是一個不具備自主的族羣意識的一羣人。」但是，在另一方面，「客家人又是一個極端重視歷史意識，並自傲於具有悠久的優異文化，具有強烈認同意識的族羣。」而且「這種強烈的客家人意識常表現在他們的日常言談和歷史思考中」。徐氏認為，在表面上觀察，兩種活動現象，是「呈現出難以調和的矛盾」。但是，「它確實是一個活生生的社會事實，它不只是客家族羣的集體面貌，也具體表現在客家人的個別行為中。」不過，伴隨著臺灣政治與社會的改變，這兩種活動現象，乃「逐漸產生了質的變化」。易言之，他認為，「模糊的隱形人的身份日漸凸顯成為客家人的族羣標記，而強烈的族羣意識快速退隱到內心深處，成為一種兼含焦慮和無奈的情結。」由肄業於國立臺灣大學的客家作家鍾肇政於1990年所組織之臺灣客家公共事務協會，在其成立宣言中，亦對當時客家人的處境有所表述：「史冊上曾經輝煌光耀的我們客族，曾幾何時成了弱勢的族群，或曰『隱藏的一群』，或曰『冷漠退縮』，譏誚詆毀，無所不至。」該協會，更是表達了他們作為客家人中的知識分子而對當時自己族群所面臨之危機的集體性焦慮——「目睹客家語言之瀕臨流失，客家尊嚴之幾近潰散，能不懔懍於懷而瞿然心驚？」

#### 語言
學者施正鋒認為，於1980年代至1990年代，臺灣客家人中的知識分子，他們之所以會產生集體性焦慮，其原因，乃是他們憂心臺灣客家族群在文化認同上的逐漸衰退。這並且導致客家族群在承受人口數量占多數的其他族群的無形文化壓力時，往往將是「不得不屈從，讓自己成為隱形人」。具體言之，他表示，在中華民國政府國語政策的影響下，由於客家語淪為弱勢語言，因此即導致會說客家語的年輕客家子弟愈來愈少的狀況。除此之外，也是由於客家人口數量少於閩南人口數量，因此客家語在都會區被當作溝通工具的機會，幾乎是沒有。這類對於己身文化認同的集體性焦慮，亦是臺灣客家人之何以會於1988年發起還我母語運動的原因。關於由客家人所發起之還我母語運動的背景與目的，施氏言簡意賅的指出：「長期以來，作為少數族群的客家人，不僅是在政治場域的參與客客氣氣、小心翼翼，在公共領域的再現幾乎也是被當作是隱形人看待。一直要到1980年代中期，隨著國民黨威權體制的自由化，民間的社會運動一一崛起，客家運動才打破百年孤寂式的緘默，以跨越政黨的『還我母語』運動來表達對於族群文化凋零的痛心、以及對中華民國的『獨尊國語』政策的抗議。」

此外，施正鋒在其著作中表示，伴隨著臺灣政治上的解嚴，於1990年代，由李登輝所領導之中華民國政府，其為了取得治理臺灣的正當性，因此即極力進行「本土化」的政策。其中，在語言方面的改變，則是一改由過去的政府所推動之對於臺灣特定族群母語的禁錮方針，而有所鬆綁。於這段時期，同時亦是臺灣民主化中的選舉活動的蓬勃發展時期，在當時選舉造勢活動的場合上，「反北京話幾乎是與反國民黨、反外省人、甚至於反中國的情愫相互糾結」。所以，也伴隨著在政治上感情的發洩，當時「讓聽眾如醉如痴的名嘴演講，幾乎都是以福佬話為主」。然而，施氏認為，其中的問題，是「並非所有嫌惡國民黨統治的人都是福佬人，而他們並不一定懂福佬話，尤其是人數至少佔了臺灣人口總數15％的客家人」。他表示，客家人「在成長的過程中並沒有機會學習福佬話，因此，這種一再重複的『無知忽視』（ignorant neglect），再加上福佬人習於稱福佬話為『臺語／臺灣話』」，其實正是在「無形中累積了客家人對於福佬人目中無人的印象」。他亦認為，伴隨著由政府所施行之國語政策的放鬆與資本主義化的媒體針對閱聽人歸屬的族群所採取之調整，在除了作為共通語言的國語之外，尚有使用語言的人口占絕對多數的閩南語。面對這社會上的種種情況，是「難免讓客家人日生疏離之感」。學者張維安亦在評估臺灣多元文化社會的形成程度的論文中認為：「雖然過去客家人以及閩南人的語言、文化都不被國民黨政府所認可，不過這段各自族群語言、文化不受重視的共同歷史經驗，似乎並沒有帶來今日臺灣更細心的做到尊重差異，維持平等的理想。」 

對於施正鋒所描述之發生在選舉造勢活動中的語言問題，畢業於國立清華大學的客家學者張世賢在其著作中，亦有相似的描述。他表示，在當時客家庄所舉辦之造勢活動中，閩南人可以使用閩南語演講而不會遭遇到客家人的抗議。但是，當客家人使用客家語演講時，卻是經常出現位在臺下的少數閩南人，高聲表達出其「聽不懂」的抗議。而且他們更是會大喊「用『臺語』講啦！」張氏指出，在面對該問題上，「十分可悲的是，在這種大福佬沙文主義的陰影下，真的有不少客家人在客家庄用福佬話演說」。他亦指出，客家政治家許信良，即是其中一個例子。儘管客家人有時候面對張氏所描述之語言問題的表現，是抱持著退讓的態度，但是，在選舉造勢活動的場合上，仍然有客家知識分子以行動來堅定的表示，自己的母語為臺灣話。例如，於2005年退休的國立臺灣大學歷史學系教授李永熾，過去在1980年代至1990年代替黨外人士助選的場合上發言時，曾經遇人大聲抗議：「你為什麼說北京話？你是不是臺灣人？你不會講臺灣話嗎？」李氏表示，他當時很生氣，所以「立刻轉用客家話發言」，而「那個人雖然聽不懂，但也沒辦法反駁客家話不是臺灣話，摸摸鼻子就坐下了。」當時的主持人，便因此再請他使用國語發言，因為，如果他繼續使用客家話發言，等於是無法與在場的多數聽眾溝通。在相繼受到日本與中華民國的國家權力影響下，李氏認為：「臺灣的語言不只有閩南語，不能『因為多數臺灣人說這種話』，所以被壓制的閩南話就等同於臺灣話，位階高於其他語言，這叫客家人及原住民情何以堪？」他亦認為：「臺灣的四大語群都是『國語』（國家語言），只要能夠溝通，哪一種『國語』都可以。」

關於語言問題的討論，亦有語言學者表達其看法。例如，以閩南語為研究領域的洪惟仁，在出版於1986年的論文集中表示，自己經常聽到客家人為名稱上的意義抗議道：「客家話也是臺灣話。」他認為，這類的抗議，是因為人口占多數的鶴佬人忽視人口占少數的客家人所導致之。洪氏並且認為，客家人為了此問題的抗議，是應該的。

除了學者之外，尚有文學家與政治家意識到語言問題。例如，在文學家中，詩人黃恆秋，於1988年11月參加由笠詩社在臺中市文英館所舉辦之研討會——「臺灣新詩的獨特性與未來開展」後，即在自己詩集的序言中表示，在受到中華民國國語的影響下，以「鶴佬人為主要成員的社團中，多多少少都將『鶴佬話』做為『臺語』的根本」。他認為，其原因，是「一方面是對國語教育政策的不滿而反制，一方面由於本土意識的認知正逐年昇高」。所以「在臺灣佔大多數的鶴佬人，必然以『臺灣人／臺灣話』自居」。不過，黃氏亦認為，這是「顯然對客家人或原住民的地位有意無意之間造成動搖與損傷，身為土生土長的客家人，讓我感嘆很多」。他對於語言問題的思考，亦是加深了其創作，「邁向以『客語文學』為訴求的決心與勇氣」。對於由黃恆秋所著之臺灣文學史上的第一本客家語現代詩詩集，同為詩人的文學評論家向陽，在發表於1991年6月的論文中，則是給予了「努力是值得的」評價。他認為，黃氏的詩集——《擔竿人生》一書，是落實並且推動當前的臺灣文學，尤其須要由客家語系作家、原住民族語系作家，分別用自己的母語，來從事文學創作，以豐饒臺灣文學內容的認知。政治家中，於1988年至1990年間擔任臺北市市長的吳伯雄，在1999年的訪談紀錄中表示，自己有一次在與朋友吃飯時，因為同隔壁桌的客家朋友說客家話，而招致使他覺得奇怪的反應——「拜託您說臺灣話好不好」。對於此事的看法，吳氏認為：「我們的祖先一樣來臺灣兩百多年，為什麼我們說的客家話不算臺灣話，要閩南話才能算是臺灣話，實在是毫無道理。」他亦表示：「從政這麼多年的經歷，我可以很明顯的感受到客家人在臺灣是很弱勢的族群，與我們人口數不成比例。」他亦認為：「客家文化的弱勢是來自政治的弱勢、經濟的弱勢，臺灣五百大企業幾乎沒有客家人經營的，而政治是需要財力配合的。所以比較起來，客家人在政治上就會吃虧。」

#### 政治
對於1980年代以來的臺灣政治情勢的各種變化，臺灣客家人中的知識分子，亦對此感到憂慮。客家作家李喬，在出版於1989年的著作中敘述道：
民進黨宣誓時，司儀說：「請大家用自己的母語宣讀誓文。例如：臺灣人用臺灣話，客家人用客家話！」說者無心毫無惡意，但客家人聽來難免傷心。這種情況幾乎全島到處隨時發生……。
學者許極燉認為：「李氏所指摘的這種情形在臺灣很普遍，誠然這不只是民進黨司儀一個人的問題而已，但是民進黨對這一點疏忽是不應該的。」許氏表示，自己曾經將李氏的文章，特別介紹予擔任民主進步黨秘書長一職的黃爾璇，並且「請他注意這個問題」。身處在民主進步黨中的客家人，也認識到存在其所歸屬之政黨中的問題。例如，當時擔任民主進步黨中央黨部常務執行委員的張富忠，在出刊於1988年10月1日的《客家風雲》的訪談文章中認為：
今天可以很遺憾的說，民進黨已經成了閩南人的黨，他們所謂的臺語，並不如我們想像的包括：外省、閩南、客家、原住民的語言，而是狹窄地指閩南語，其實這種感覺除了閩南人族群外，都會感到尷尬、矛盾、緊張。
學者王甫昌在出版於1996年的論文中認為，為了對抗中國國民黨的中國民族主義，於1980年代中葉，由民主進步黨所主導之政治反對運動的群眾活動，其社會脈絡的主要功能，「可以說是在建立及傳播一套用來支撐臺灣民族主義的『族群傳說』」。按照他的觀察，「反對運動在這些群衆活動脈絡中，所要形塑的民族是『臺灣人』；而造成目前臺灣民族沈淪的敵人，則是外來政權『國民黨』；只有讓國民黨下臺，臺灣人才能恢復民族的光榮（『臺灣人出頭天』）」。王氏表示，大多數群眾活動的脈絡，無論是出於有意的設計或是無意的演變，亦均是強化這種想法。他並且表示，在語言的使用上，反對運動者，通常將閩南語改稱為「臺語」；將中華民國國語改稱為「北京話」。在群眾活動中，對於少數無法使用「臺語」來演講，也不為此事而向觀眾表達歉意的演講者，觀眾往往會用噓聲、叫囂、騷動或是離開會場的方式，來壓迫臺上的演講者使用「臺語」。民主進步黨，透過在數次群眾活動中的同民眾之間的互動，形塑此種特有的語言規範。在該政黨宣傳的臺灣民族主義論述中，所謂之「臺語」，也就是閩南語，即被當成是「臺灣民族國家」的語言。此外，在這類群眾活動中，亦往往會大量使用閩南語的歌曲，來加強活動的氣氛。例如，《補破網》、《望你早歸》、《臺灣人出頭天》等。

在還我母語運動以後，即有人在出刊於1989年1月1日的《人間》上分析了當時臺灣客家人所處之情境：
近來有「理論家」把淸代臺灣農民蜂起看成「臺灣人」，反抗「中國人」統治的歷史證據。在這種史觀下，把客家人對閩南人的保鄕衞土鬥爭被淸朝用為分類分化的義民廟的路綫無限上綱，汚蔑客家人「不忠」於臺灣；客家人馴媚統治權力。這歷史的發展，使戰後客家人對於國民黨和民進黨產生微妙的疏離感，又要同時面對兩個政黨對客系人提出來的責問：福佬中心論的民進黨人士向客家人提出「客家人站在哪一邊？」、「講不講福佬話」，作為檢查客家人是不是「臺灣人」的判準；國民黨則利用閩客間的矛盾，威脅客家人「如果臺灣獨立，客家人會被福佬人欺負」。這兩種「質問」的本質，一樣亟具法西斯色彩，但民進黨和國民黨間的「統獨」鬥爭却使臺灣社會各族羣的共生基礎產生了危機。
學者范振乾在出版於2009年的論文集中認為，自1990年代以來，想要加入民主進步黨以在政治上對抗中國國民黨的客家裔臺灣人，是因為在下述的三種狀況中，「受到極大的傷害，遇到極大的挫折，終而放棄加入民進黨」。他分析，此三種狀況：一是在野的民主進步黨人在集會活動或是抗爭活動上堅持宣稱，「閩南語才是『臺語』」。所以，當客家人說臺灣客家語時，即經常被這些人指責：「住在臺灣這麼久，吃臺灣米、喝臺灣水，怎麼不講『臺語』，為什麼要固執地使用客語。」如果客家人在活動上要求使用人人都聽得懂的中華民國國語，則是又會被這些人指責為其是不認同臺灣的人與支持「外來政權」（中國國民黨）的人；二是閩南人中的基本教義派經常錯誤宣稱，客家人只是住在臺灣的「作客的人」，其既不是臺灣人，也不是本省人；三是少數閩南人與傳播媒體，炒作關於義民爺信仰的問題。這些人經常宣稱，在歷史上的客家義民的所作所為，不是義行。因為，當時的客家人協助「外來政權」（清政府）去打壓「革命造反的臺灣人」。范氏認為，正是由於上述三種狀況的發生，導致加入民主進步黨的客家人，終究是屬於少數。

有關對於1990年代以後的臺灣客家人的政治傾向的討論，學者小笠原欣幸在分析中華民國總統與副總統透過直接選舉而產生的著作中，從介紹族群意識的角度上表示，臺灣客家人的政治傾向，是相當的複雜，其隨著居住地區的不同，而有所不同。簡單的將臺灣以南北二分法劃分，居住在臺灣北部地區的客家人，大多支持中國國民黨；居住在臺灣南部地區的客家人，有些支持中國國民黨，有些則支持民主進步黨。他表示，在臺灣民主化以後，閩南人常將臺灣人的語言，分成北京話、臺灣話、客家話，以及原住民族語言。但是，在客家人的眼中，這種只將閩南話當作是臺灣話的區分方式，是相當的不公平。相同的道理，他們並且對於閩南人自稱臺灣人的言行，是相當的不滿。小笠原氏亦表示，客家意識較強的客家人，將民主進步黨視為一仰賴閩南人的族群意識，而去博取臺灣公民在選舉上支持的政黨。因此，他們即對於民主進步黨存有警戒的心態。在權衡以後，多數客家人的政治傾向，即支持中國國民黨。不過，仍然有少數客家人，其身為臺灣本省人的意識，是較其身為客家人的意識，更加強烈。他們認為，比起劃分客家人與閩南人，反抗中國國民黨一事，是更加重要。因此，這類客家人，即支持民主進步黨。

#### 文化
關於「隱形」或是「隱藏」的說法，學者丘昌泰認為，所謂之「隱形族群」，實「不是一種恭維，而是一種諷刺」。他認為，這種諷刺，乃指客家人本身缺乏族群認同、我群意識，以及自我定位，並且他們對於自我的觀照抱持消極態度。他亦認為，他們的這種消極與退縮的態度，將使得傳承臺灣客家文化一事，更加困難。他指出，相較於臺灣原住民在法律與憲法上所受到的保障，臺灣客家人在1988年的還我母語運動發起以前，一直是在臺灣社會中被其他族群所漠視的少數族群。

學者莊雅仲指出，由學者徐正光所主編之《徘徊於族群和現實之間：客家社會與文化》一書，是「以其爆炸性的批判力聞名」。不同於學者丘昌泰的負面觀點，他認為，在漢族的政治與經濟的操作下，相對於臺灣原住民族的文化所承受之「被凝視與被操弄」，臺灣客家族群的問題，可能是在臺灣的族群脈絡中，「第一個隱匿性的認同互動政治」。易言之，在臺灣的客家認同，於某種程度上普遍性的可以在主觀過程中，加以掩蓋。與此事相關的個別臺灣客家人，「因此可以『偽裝成』（pass as）當下易被接受的身分」。莊氏亦認為，客家人的「隱形技術的出現」，是反映出於1945年以後的臺灣，在特殊的政治與經濟環境下，中華民國國語成為義務教育中普遍可學，並且強制要學的日常語言的狀況。這種狀況，即讓他們的隱形認同的策略，變成可以實現。再加上於1960年代之後，因為工業化所造成之全臺灣範圍的族群遷徙活動，也使得其中的許多族群同過去居住地區的連結程度，減到最低。莊氏更認為，徐氏是第一位試圖從戰術的角度，去探討客家人隱形現象的學者。申言之，「隱形」作為某種策略性的不見於同在臺灣的其他族群的眼中，「其實常是具相對主動性的隱匿偷襲（stealth）過程」。它的目的，是「避開不利環境下的負面評價——即所謂的刻板印象」。簡言之，正是在受到這種特殊的歷史影響下，即開啟了客家族群的雙重意識的運作空間，也促成了其嶄新的族群文化的表現。

莊雅仲認為，前述所謂之刻板印象，「絕非只是無關痛癢的街頭巷談」。「它是權力運作的最前線」，並且其中「也不是簡單的對錯可以解決」。因為，「它總是可以找到佐證『誰的誰，是某某人，就是這樣』，頂多再接個『也不是所有人都這樣啦』」。簡言之，這些機制，均說明了刻板印象的「無所不用其極的戰術運用過程」。而它更是「不宣戰的鬥爭」。另外，莊氏也表示，學者霍米·K·巴巴在出版於1986年的論文中，曾經論證對於殖民統治的脈絡下的殖民論述的閱讀，應該從正面或是負面意象的問題，轉移至了解其中「臣服的過程」，是如何透過「刻板化的策略」，而變得可以實現。所以，當客家人遭遇刻板印象的攻擊時，他們的「隱形策略乃顯現出防衛價值」。申言之，「隱形提供不可多得的反應時間：隱形人策略是一種完全的靜音，因此刻板印象的聲納無法找到其攻擊目標。」

### 公民社團與公共刊物

#### 世界客屬總會
1974年10月11日，以聯絡世界上的崇尚自由的客家人與發揚其傳統上的忠義精神為目的，世界客屬總會在臺北市成立。該總會固定每隔兩年，即策劃，並且舉辦世界客屬懇親大會，以集合分散在全世界的客家人前來互相交換意見與討論問題。

#### 《客家風雲》
於1987年5月至同年6月間，在國立臺灣大學任教的邱榮舉，先後邀請梁景峰、戴興明、胡鴻仁、魏廷昱、黃安滄、林一雄、鍾春蘭、陳文和等人，來籌組一份目的是替臺灣客家人的地位與尊嚴發聲的雜誌。他們在每人出資新臺幣10萬元的基礎上，即於同年7月1日，開始共同籌辦《客家風雲》雜誌社，其亦於同年10月，舉行創刊酒會，並且正式的出版雜誌。於1990年1月，《客家風雲》更名為《客家》。2020年12月28日，中華民國客家委員會主任委員楊長鎮，即在位在臺北市私立延平高級中學校門附近巷口的雜誌社，設置一創刊紀念地磚，以資記錄臺灣客家運動對於客家人的權益、客家人的母語教育，以及國家語言的政策所產生之深遠影響。

學者宋學文與黎寶文認為，創辦於1987年10月25日的《客家風雲》，是臺灣客家運動的「最重要的起點」。而《客家風雲》雜誌社，「是第一個由客家人組成之非傳統客家組織，同時有企圖和計畫推動客家事務的團體。」

#### 臺灣客家公共事務協會
於1990年12月1日，以作家鍾肇政為首的客家知識分子，在臺北市成立臺灣客家公共事務協會（Hakka Association for Public Affairs），其以母語解放、文化重生、民主參與、奉獻本土為四大主旨。於該協會成立的同時，鍾氏亦提出，客家人也是臺灣的主人的論述——「新个客家人」。於1993年10月22日，該協會成立「新客家助選團」，其在同年11月2日至同年同月18日之間，共辦有13場的以團體名義的助講活動。而接受它助選的候選人，均為民主進步黨籍的候選人。例如，尤清、王拓、游錫堃、蘇貞昌、余政憲等人。為了面對首次中華民國的省長與直轄市長直接民選的政治發展，協會在1994年7月31日的第2屆10次理監事聯席會議上決議，將沿用「新客家助選團」的名稱，並且推舉鍾肇政為總團長，以參與選舉的活動。這使得客家族群的訴求，獲得了當時之社會大眾與政治人物的關注。該助選團，除了在1994年省市長暨省市議員選舉中出現以外，尚在1995年立法委員選舉、1997年縣市長選舉、1998年立法委員選舉中，為支持客家政策的候選人助選。在採用由大衛·伊斯頓所提出之政治系統模型的觀點上，學者周錦宏與王保鍵認為：「『臺灣客家公共事務協會』試圖以助選手段，支持（support）特定候選人，促使客家相關議題，進入政府議程，產出（output）客家政策。」

### 社會運動
學者邱榮舉與王保鍵認為：「臺灣客家運動是1980年代臺灣諸多社會運動中的一種，是以臺灣客家人為主體，以客家文化為主軸，具有文化運動、社會運動、政治運動等性質，基本上是一種族群自覺運動、族群自救運動。」在臺灣客家運動的歷史上，臺灣客家公共事務協會，是提出了以臺灣客家認同為重心的客家人論述。他們是在受到當時民主進步黨的臺灣民族主義的動員影響下，而逐漸形成了關於臺灣客家認同的概念。在該協會出版於1993年的《臺灣客家人新論》一書中，其更是明顯的提出了臺灣客家概念。而這論述，也同過去的中原客家論述，有所切割。儘管協會中的一部分成員，是因為反對這種過度傾向於臺灣獨立的論述，而同站在支持臺灣獨立立場的成員，發生了客家運動路線上的爭論。文史研究者林吉洋認為，當協會的政治立場，是轉向去支援民主進步黨的選舉活動，並且在認同的意識上提出臺灣客家概念的論述時，其內部成員之間的歧異，也隨之擴大。這可以稱為是「客家本位」與「臺灣本位」之間的對立。兩者是處在角力的狀態，其對立的根源，則是國族認同的問題。客家本位的論述基礎，是傾向於以族群的利益，來看待客家人與其他族群之間的關係。它的論述觀點，是表明將客家運動視為臺灣獨立運動之一環而積極活動，為無助於提升客家人地位的做法。客家本位是屬於舊的中原客家論述的心態，其所建構之客家族群的位置，是處在中華民族主義之中。其中的代表性人物，為黃恆秋與羅肇錦。臺灣本位的論述觀點，則是將協會推向臺灣獨立建國運動的道路上。臺灣本位是屬於新的臺灣客家論述的心態，其所企圖建構之客家族群的位置，是處在臺灣作為一獨立的民族國家之中。其中的代表性人物，為李永熾、羅榮光、劉還月。於1996年，李永熾、羅榮光、劉還月等協會中的臺灣本位者，因為對於協會在政治上僅是參與選舉等活動而感到不甚合意，所以即加入了建國黨，逐漸的疏遠協會。於1990年代後期，臺灣客家認同的論述，也受到臺灣民族主義運動的影響，以及政治反對運動者在進入中華民國政府體制後，他們承認體制等原因，而逐漸的少見於公共領域之中。不過，這一論述，是成為民主進步黨中對於客家政策與客家論述的基調，而具體的實踐在2000年政黨輪替後所設立之行政院客家委員會的運作之中。於2020年6月，在世界臺灣客家聯合會的立案成立大會上，客家委員會主任委員楊長鎮指出，臺灣客家運動，在一方面是臺灣客家人追求其語言與文化的復興的運動；而在另一方面也是客家臺灣人努力於國家與臺灣本土發展的運動。

#### 還我母語運動

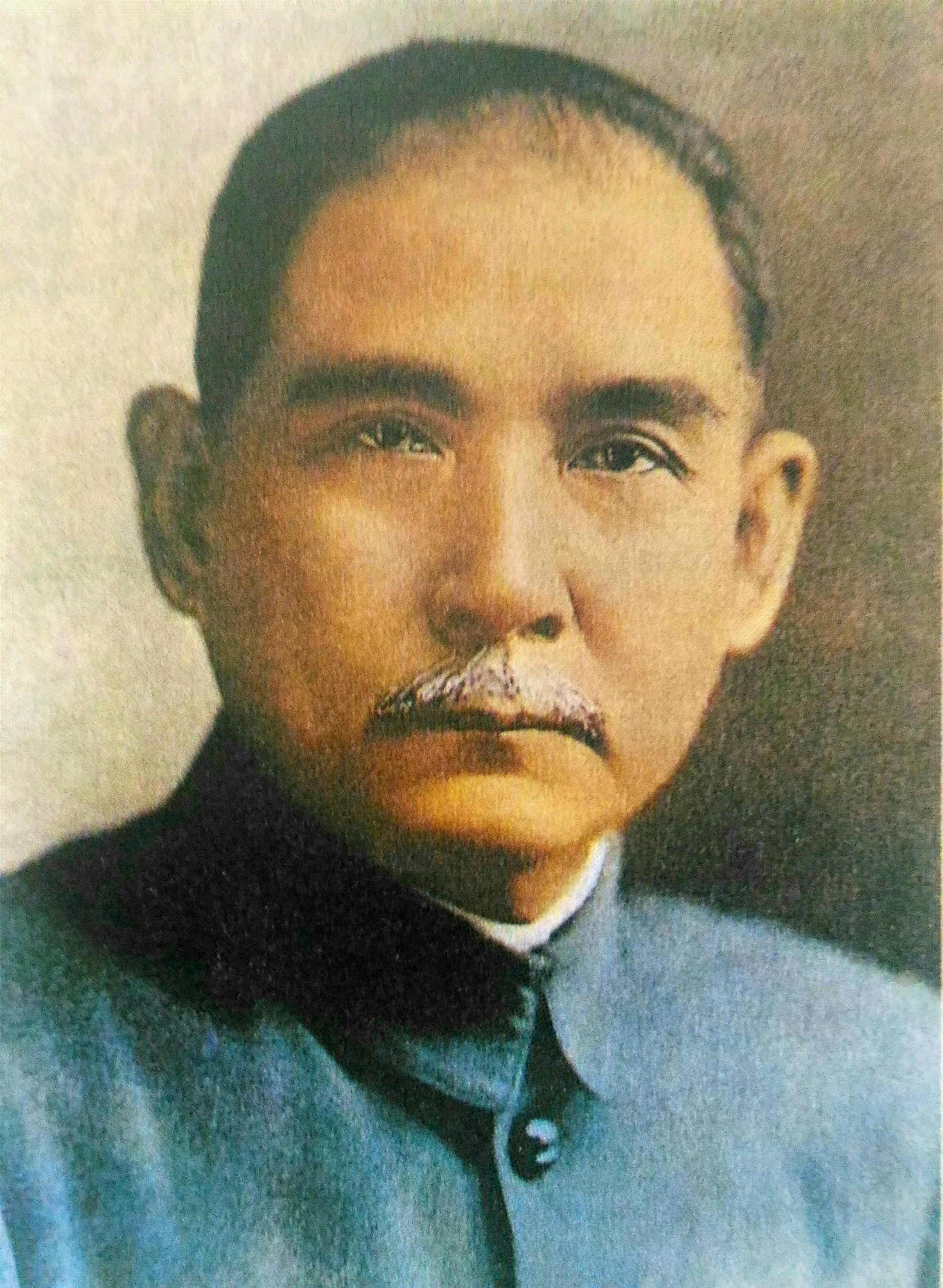
還我母語運動的遊行隊伍，以中華民國國父孫文為名譽總領隊。該圖為當時所使用之孫氏遺像

於解嚴以後，伴隨著臺灣人重視本土意識的高漲，客家人意識的自我覺察運動，亦是隨之興起。1988年12月28日，臺灣客家人中以《客家風雲》雜誌為主體的知識分子，即發起「還我母語運動」。該運動的訴求，主要有三：一是開放客家語的廣播與電視節目；二是實行雙語教育；三是建立平等語言政策，並且修改《廣播電視法》第20條對方言之限制條款為保障條款。學者張茂桂認為，該運動「其實是客家的『族群尊嚴』與自我認同運動」。他指出，其「有兩個對立主軸，一個是針對國家的不公平的國語語言政策，一個是針對傳統以『福佬』為領導主流的政治反對運動」。學者江燦騰認為，該運動的目的，是他們透過遊行的方式，在臺北傳達出其對於中華民國政府的國語與「福佬沙文主義」中的強勢語言——臺灣閩南語的不平之鳴。學者若林正丈認為，該運動的發起背景，是「本省人中的少數族群客家人，對於本省人賦權將一面倒地造成人口多數的福佬人賦權，同時導致已在官方中國民族主義的語言一元化政策中遭受打擊的自身文化，更進一步遭抬頭的福佬文化埋沒一事甚感危機」。有鑑於此，「使得他們發動以語言為主的文化防衛運動」。他指出，遊行的參與者，以同屬客家人的孫文為「名譽總隊長」，而他們舉著嘴巴被打上「╳」記號的孫氏肖像，是「批判連『國父孫文』的母語，都在國民黨一元語言政策下被迫衰退。」學者范振乾認為，如果孫氏當時仍然在世，「也一樣會被執政當局嚴格禁制，無法在公共領域中使用自己優美的母語，也無法在廣播、電視節目中聽到、看到自己優美的母語節目，同樣要面臨聽不到『客家人的聲音』的困境，同樣是一隻失聲的畫眉鳥。」不過，學者黃宇和在其出版於2016年的著作中認為，於孫氏從事革命工作的時代，無論是在海內或是海外，客家人都是屬於弱勢族群。而處在土客之間的敵對情緒，亦是壁壘分明。黃氏認為，孫氏若是客家人，則「他最初發動革命時，要得到廣府人的支持，難矣哉。」

1989年，臺灣電視臺播映了由張致遠所製作之每週30分鐘的客家語電視節目——《鄉親鄉情》。該節目，是臺灣歷史上的第一個以客家語發聲的電視節目，其是由陳裕美負責主持。而該節目的製作單位，亦分別邀請作家鍾肇政來講述客家人的歷史與學者羅肇錦來講解客家人的語言。

對於該運動影響的討論，策劃該運動工作的鍾春蘭認為：「一九八八年臺灣客家人的『還我母語運動』，對一向溫和、理性的四百萬客家族群，影響深遠。」他亦認為：「今天有客家電視臺、客委會，即是那次運動打下的基礎。」文史研究者何來美則是認為：「『還我母語』大遊行雖驚動朝野，卻有如『犬吠火車』」。他表示，面對客家人權利訴求的官方，「只象徵性開過半小時的客語電視節目」。不過，他指出，官方是「直到省市長、總統直選，客家族群的選票因常扮演關鍵角色」，所以其「心聲始真正獲得重視」。日後「中央、地方政府紛紛成立客委會、客家事務局，設立客家電視臺，大學院校也成立客家學院、研究所（中心）」，這才「明顯提升客家地位與能見度」。

文史研究者林吉洋認為，在還我母語運動時期的臺灣客家運動，是處在一種同各方政治勢力之間相對平衡的狀態。儘管該運動在統獨立場與黨派立場上的紛爭，是不間斷的。而該運動共識的瓦解，則是發生在還我母語運動遊行以後。於1990年以前，站在支持中國統一立場的夏潮，為一較早介入客家運動的團體。他們是有意識的以社會主義革命的史觀與中華民族主義的立場，針對客家人抗日等議題，來提出客家人論述。學者楊長鎮認為，在當時，不同的政治勢力，是有意識的詮釋客家運動，以進行「論述上的收編」。而除了夏潮之外，新潮流，亦邀請楊氏，來撰寫含有本土觀點的客家人論述。於1990年以後，伴隨著臺灣社會中對於統獨問題討論的變化，以及受到在海內外支持臺灣獨立人士的活動的刺激，客家運動中的客家人論述，即發生了走向臺灣客家認同的轉變。這一轉變，乃同成立於1990年12月的臺灣客家公共事務協會參與選舉活動一事，具有密切的關係。

#### 美濃反水庫運動
於1980年代末期至1990年代初期，由於臺灣南部地區長期缺乏水資源，而無法因應未來發展的需求等原因，中華民國政府即先後在經過經濟部水資源統一規劃委員會、行政院環境保護署、行政院經濟建設委員會的規劃、評估、審議以後，決定在高屏溪的上游支流——美濃溪上興建美濃水庫。美濃水庫的預定地，是在高雄縣美濃鎮的中心東北方約6公里處的峽谷。該峽谷，亦被該地人民稱為雙溪黃蝶翠谷。於1992年時，美濃鎮地方人士，開始意識到一旦該水庫興建的計畫完成，則是可能危害人民的身家性命，並且其也對生態與環境，產生負面性影響。因此，他們即向政府提出撤銷水庫興建的計畫。同時，他們也集結在臺灣社會上關心美濃的各界人士，以共同推動反對水庫興建的社會運動。

在美濃反水庫運動的前期階段中，最主要的運動組織，是創立於1993年2月的美濃愛鄉協進會。該協進會的理事成員，多半為扶輪社的成員，而實際執行協進會工作者，則多為年輕的知識分子與大學生。他們並且獲得時任美濃鎮鎮長的鍾新財的行政資源的援助。於1993年4月16日，200餘位來自於美濃鎮的反對美濃水庫興建的人民，遠赴位在臺北市的立法院抗議。於同年5月3日，立法院，即通過立法委員林正杰的提案，而凍結該水庫的興建預算1年。於1994年4月17日，該協進會與反對水庫興建的美濃鎮人民，在舉行「反水庫誓師大會」後，即遊行至美濃鎮公所，遞交反對水庫興建的請願書。於同年同月18日，他們更是驅車前往立法院，再次遞交請願書。後來，在經過朝野政黨的協調下，立法院的興建水庫的15億餘元的先期預算，就遭到刪除。於同年5月17日，立法院即三讀通過刪除水庫的13億2000萬元的興建計畫工程預算。

但是，到了1998年4月16日，身為行政院院長的蕭萬長宣布，將於該年8月，動工興建美濃水庫。該水庫興建的議題，又再度搬上檯面。始終站在反對立場的美濃鎮地方人士，因此，即重新整合過去反對水庫興建的社會運動資源。他們於同年5月31日，成立「美濃反水庫大聯盟」，以對抗中華民國政府的決定。於1999年5月27日，在得知中國國民黨已強力動員國民黨籍的立法委員，來通過水庫興建預算案的狀況下，該聯盟，乃緊急動員3批美濃鎮人民北上，表達其反對水庫興建的訴求。不過，在國民黨的操作下，於同年同月28日，立法院仍然通過水庫的2億4000萬元的興建計畫先期工程預算。在多年的美濃反水庫運動的歷史上，這件事，是反對水庫興建的社會運動者所遭遇之最大的挫敗。於同年同月29日上午，反對運動者，即在記者會上宣布，將籌組在美濃鎮進行不斷抗爭的「反水庫保護家園自衛隊」，以阻擋政府的施工活動。2000年5月2日，已在總統選舉中當選中華民國總統的陳水扁，於高雄縣同地方人士的會談時表示，政府將停止水庫興建的計畫。該社會運動，直至此時，才達到其所訴求的目標。

學者蕭新煌與黃世明認為，美濃反水庫運動，是「建構了地方社會生活共同體的『自保自救』運動」。他們表示，反對該水庫興建的社會運動者，也以水利工程為討論主題，來支援臺灣的其他族群的反對水利工程的運動。例如，魯凱族人的反瑪家水庫運動與閩南人的反隘寮堰運動。蕭氏與黃氏亦認為，「這種以同一目標達成的社會運動支援之策略聯盟，也為臺灣的族群互動關係與『民間社會』的結合開展，奠立值得進一步觀察分析的、富有深刻研究意義的主題。」

### 行政組織的設立

#### 客家委員會
類似於1990年代的原住民委員會的設立背景，客家委員會，是在受到複雜的臺灣政治情勢的影響下，從而取得設立的機會。由於中華民國向來缺乏關於客家人事務的基礎性統計資料，也不存在專門處理該族群事務的行政機關，以致在1988年的還我母語運動以後，客家事務，乃成為民選政府在社會上所必須面對，並且加以處理的公共問題。而臺灣的選舉特徵之一，是族群動員。在選舉過程中，由各政黨所提出之族群論述，即成為各政黨去動員選民的重要力量。

在1994年臺北市市長選舉中，作為民主進步黨候選人的陳水扁，是在答應由臺灣客家公共事務協會所提出之要求後，獲得了該協會的全力支持。此事成為他贏得選舉勝利的關鍵因素。在往後臺灣的選舉中，候選人所歸屬之政黨在執行族群動員的策略表現上，更是明顯。在1998年臺北市市長選舉中，作為中國國民黨候選人的馬英九，也參考由同是候選人的陳水扁所提出之客家政策白皮書，而成立有「客家競選總部」。他為了贏得選舉勝利，亦承諾會在臺北市政府中，設立屬於一級行政單位的客家事務委員會。在2000年中華民國總統選舉中，關於客家人事務的議題，從臺北市都會區的地方性議題，變成全國性議題。2000年2月29日，由國民黨所領導之中華民國政府，召開行政院客家事務委員會籌備小組諮詢會議，其並且遴聘行政院客家事務委員會籌備處的籌備委員，以爭取客家族群手中的選票。同年3月8日，也即是選舉投票日的前10日，行政院就召開客家事務委員會籌備處的首次籌備委員會議。其中，與會諸人決議，行政院客家事務委員會，為分階段設立。同年5月18日，也即是國民黨移轉政治權力的前兩日，行政院即發布《行政院客家事務委員會籌備處暫行組織規程》。這奠定了日後設立客家委員會的基礎。在政黨輪替之後，國民黨在立法院中仍然掌握多數立法委員的席次。2001年5月，由國民黨籍的立法院副院長主導，並且在各政黨的客家立法委員與國民黨黨團的支持下，立法院三讀通過《行政院客家委員會組織條例》。同年6月14日，行政院客家委員會，即正式運作。

## 人口

### 地理分布特徵
於道光年間，兩度擔任按察使銜分巡臺灣兵備道的周凱，曾經在《內自訟齋文集》的〈記臺灣張丙之亂〉一文中，表示他對於當時臺灣情況的大致觀察：
臺灣一郡、四縣、五廳，其地在東海中，西向迤而長，南盡鳳山，北盡淡水。新闢噶嗎蘭，由北而東，處臺灣之背。澎湖一廳，又孤懸不相屬，處臺廈之中。控臺灣者，莫廈門若也。其民閩之泉、漳二郡，粵之近海者往焉。閩人佔居瀕海平曠地，粵居近山，誘得番人地闢之。故粵富而狡，閩強而悍。其村落閩曰「閩庄」，粵曰「粵庄」。閩呼粵人為「客」。分氣類，積不相能。動輒聚眾持械鬥。平居亦有閩、粵錯處者。鬥則各依其類。閩、粵鬥，則泉、漳合。泉、漳鬥，則粵伺勝敗，以乘其後。民情浮而易動。
在出版於1928年的著作中，學者伊能嘉矩於討論移民臺灣的漢人原籍地時稱：「閩屬之分布區域，主要在海岸平原地區。粵屬之分布區域，主要在山腳丘陵地區。換言之，閩屬之勢力範圍集中於平原地區，粵屬之勢力範圍集中於丘陵地區等，而持續其情形。」在1970年補充修訂的著作中，學者王育德於談論移民「反抗清朝的隔離政策」時稱：「渡臺的限制解除後，有許多客家移居臺灣，但因條件較佳的地方都被福建人捷足先登，只好懷恨進入丘陵地帶開墾。」關於客家人在臺灣拓墾時的地理分布的討論，為破解常見的文化迷思，學者尹章義，在出版於1989年的著作中表示：「有人說，泉州人先至，開發了濱海原野；漳州人後至，開闢近山地區；客屬各籍移民最後來，才進入丘陵山區。這種說法對於初至的拓墾者必先尋求水源，而以山腳、坑口最為優先這一特色缺乏基本的認識；另一方面，也忽略了十八世紀末期綿延至十九世紀中期的長期械鬪所導致的臺灣社會整合運動的重要現象——大遷徙，而誤以為十九世紀末期以來的漳、泉和閩、粵籍移民分區聚居的現象就是十七世紀、十八世紀臺灣拓墾時期的現象。」他並且批評：「這種說法自伊能嘉矩以來就缺乏實徵研究的支持，謂之信口開河亦不為過。」尹氏亦在利用墾照、開墾合同等字據來探討清代臺北平原拓墾歷史的研究中，「證實拓墾者首先考慮的是水源問題」。

即使是已有上述所提及之研究成果，不過，沿襲伊能嘉矩等人說法的後來學者，仍是不乏其人。例如，2013年，學者李筱峰稱：「今天臺灣的客家族群，多分布於丘陵地區，如桃竹苗或南部六堆，以及『後山』東部，何以故？由於來臺時間較福佬族群（閩南族裔）略晚，較適合耕種的西部平原地區多被福佬人佔據，因此客家移民多選擇居住在未開發的邊陲地區，譬如平原上方的山麓、丘陵或臺地。」

#### 原鄉生活說
1987年，學者施添福，在其所發表之《清代在臺漢人的祖籍分布和原鄉生活方式》中，針對伊能嘉矩的「來臺先後說」（又稱為「晚來說」或是「先來後到說」），提出了關於「原鄉生活說」（又稱為「原鄉說」或是「原鄉生活方式說」）的觀點。他認為，來自於廣東省與福建省的客家移民，其在原鄉的地理環境與生活方式，乃影響了其在拓墾時的對於居住地區的選擇。臺灣清治時期的客家移民，之所以主要是分布在內陸之中，以及在丘陵地與臺地之上，即是因為受到其在廣東省嘉應直隸州與福建省汀州府的農耕生活方式的影響。他們的原鄉，正是位在距海遙遠的內陸地區。而該內陸地區的自然資源有限，因此，他們即發展出注重水利的適合於丘陵地與山地的耕作方式。來自於福建省漳州府的移民與福建省泉州府的移民，其在原籍地的生活方式，亦是其選擇定居地的重要關鍵。泉州府的農地較少，其人民，是聚居在狹長多灣的海邊。除了農業之外，他們多是過著以行賈、捕魚、晒鹽為主業的生活。因此，泉州府的移民中，有些人是在沿海的城市中，經營貿易業與手工業；有些人則是在沿海地區中，從事漁業與鹽業，以及農業等活動。由於漳州府的農地較多，所以漳州府的人民，是比起泉州府的人民更容易的去經營農業。因此，在臺灣的善於耕作的漳州府的移民，是選擇內陸肥沃的平原。

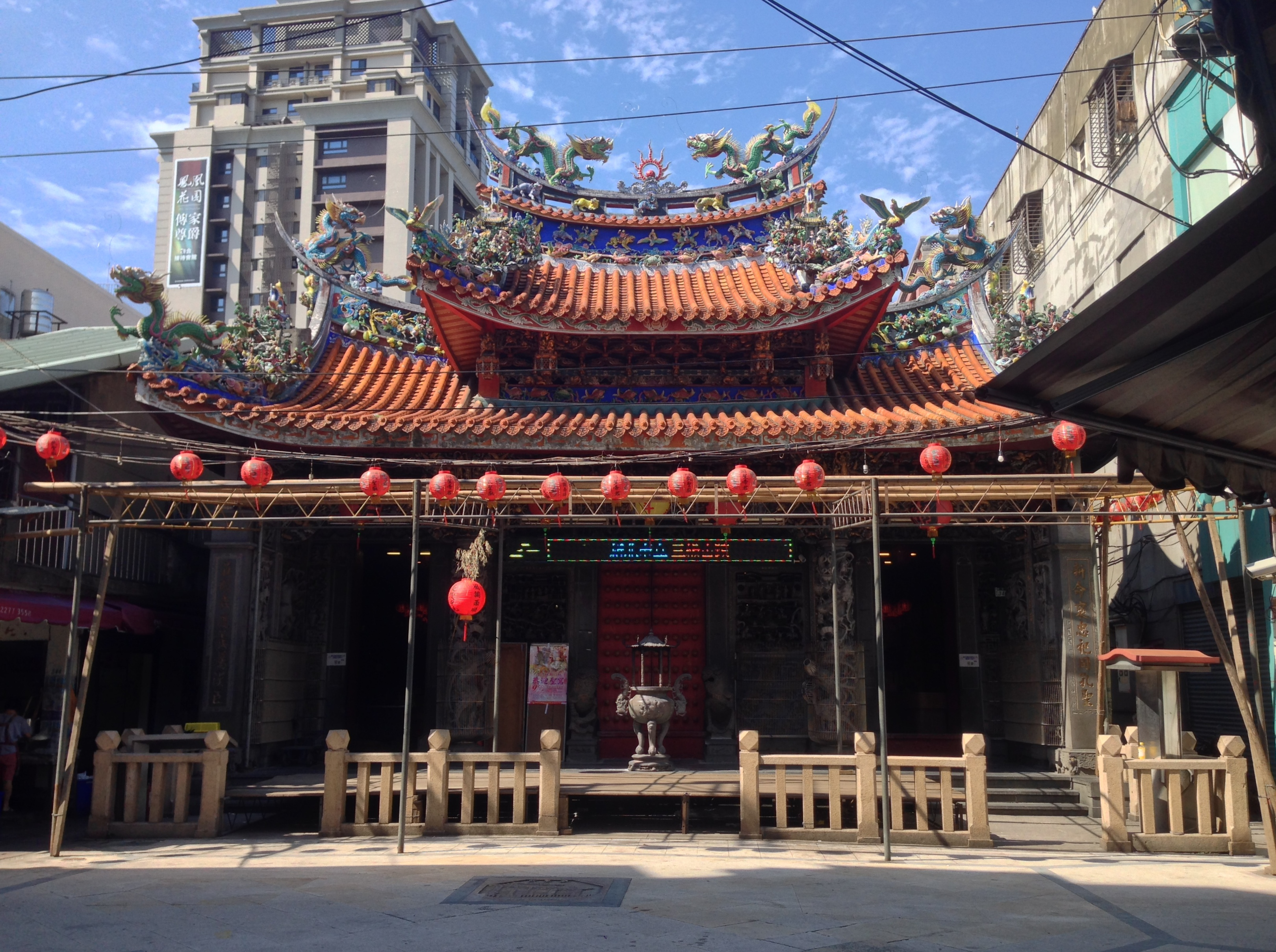
位在今日之新北市新莊區文衡里的新莊關帝廟，是由來自於福建省汀州府永定縣的貢生胡焯猷於1760年所建立的

學者張維安與陳麗華認為，施添福的解釋觀點，無疑是與不少的直接觀察，兩相符合。不過，該觀點，卻也存在著無法解釋的現象。例如，居住在臺灣北部地區的不少客家移民，其是來自於廣東省的海豐縣、陸豐縣、饒平縣等地區。而這些地區，均屬於近海地區。張氏與陳氏更認為，施氏的解釋觀點，也將臺灣社會中的不符合於此一觀點的客家移民，予以排除在外。例如，過去活躍在臺灣北部的海岸地區中，而且也在臺北平原上，建立了街市與廟宇的來自於福建省汀州府的移民。在這一些汀州府的移民中，以在林口臺地邊緣地帶與臺北盆地上組織了胡林隆墾號，也在今日之新北市新莊區建立關帝廟，以及在今日之新北市泰山區建立明志書院的永定縣人胡焯猷的活動，是受到了若干學者的關注。學者陳志豪與黃宥惟則是認為，施氏在其著作中，是以「『先來後到』與『原鄉環境』解釋客家移民聚居於平地邊緣的近山平原或丘陵地帶」。而這類觀點，是「長期主導淸代臺灣移民的歷史圖像」。

#### 分類械鬥說
1985年，學者尹章義，在其對於新莊平原的研究上，開啟了關於「分類械鬥說」（又稱為「械鬥說」，或是「衝突遷徙說」，或是「衝突說」，或是「雜居共墾說」，或是「擇地拓墾說」）的觀點。在臺北地區中，新莊平原是最早開發的地區。而該地區的閩籍移民與粵籍移民，以及平埔族人，原本是雜居共處的狀態。當移民處在須要大量勞動力的拓墾階段時，並未發生族群上的摩擦。而直到新莊平原開墾完成以後，在乾隆年時，閩籍移民與粵籍移民之間，即出現了摩擦。在之後的歷史時期，有一些移民，是因為居留而被同化；另一些移民，則是因為遷徙而分化。

學者張維安與陳麗華認為，尹章義的解釋觀點，是注意到了歷史的變化。並且，由尹氏所指出之分類械鬥與經濟動因對於人群遷徙的影響，是富有啟發性。不過，張氏與陳氏認為，沒有證據顯示出尹氏所研究之福建省汀州府移民，是受到了同屬於福建省的漳州府移民與泉州府移民的排斥，而且被他們視為「客」。易言之，歷史上的這一些汀州府移民，是否為客家人？是尚待檢驗。

### 調查研究
於1950年代以前，由於臺灣的商業與工業，均未十分發達，而其社會上的傳播媒體，亦是以報紙為主，收音機則是尚未普及。因此，臺灣客家人、臺灣原住民、臺灣閩南人在島上的分布情形，即是區隔得相當清楚。大部分的客家人，是集中在今日之桃園市、新竹縣、苗栗縣、臺中市東勢區、臺中市石岡區、臺中市新社區、南投縣國姓鄉，以及俗稱的六堆等地方。他們同其他族群的來往，並不十分頻繁。不過於1960年代以後，由於臺灣的商業與工業，均日益發達。因此，以從事農業為主的客家人，為了追求較高收入的生活，即開始湧入閩南人占多數的都會區。遷移至臺北市的客家人，其在擁有經濟優勢地位的閩南人與擁有政治優勢地位的外省人的環伺下，即是一相對少數且弱勢的族群。而他們為了適應在都市中的社會環境，乃策略性的將己身族群的語言與文化，予以隱藏。2001年4月28日，中華民國總統陳水扁，在高雄縣美濃客家文物館的開館暨揭牌典禮上的致詞中指出：「臺灣客家族群佔全體國民人口的百分之十二到十五左右，由於人口相對較少加上過去國語政策的推動，造成客家族群母語能力與族群認同的嚴重式微。」為了瞭解中華民國客家族群的人口比例與其在各直轄市、縣（市）、鄉（鎮、市、區）的分布狀況，以及臺灣客家語的使用情形，客家委員會，即自2002年起，辦理「臺灣客家民眾客語使用狀況調查研究」。該委員會，至2013年為止，共計辦理了8次的調查研究。至於「全國客家人口基礎資料調查研究」，則是於2004年，由它首次辦理。

#### 《全國客家認同與客家人口之抽樣調查研究》
2002年12月，在由行政院客家委員會所編印之《全國客家認同與客家人口之抽樣調查研究》中，至2002年7月為止，研究者推估，客家人在全中華民國（未包含金門縣與連江縣）共有2451845人，其占全國的22399977人的10.95％。

#### 《105年度全國客家人口暨語言基礎資料調查研究》
2017年6月，在由中華民國客家委員會所委託研究之《105年度全國客家人口暨語言基礎資料調查研究》中，符合《客家基本法》定義的客家人，推估在全中華民國約有453.7萬人，其占全國2349.2萬人的19.3％。

#### 《110年全國客家人口暨語言基礎資料調查研究》
2022年5月，在由中華民國客家委員會所委託研究之《110年全國客家人口暨語言基礎資料調查研究》中，研究者推估符合《客家基本法》定義下的客家人口數量，達到466.9萬人；占全中華民國人口數量（2356.1萬人）的比率，是19.8％。
| 戶籍地 | 設籍人口總數（人） | 《客家基本法》定義下的客家人 | 《客家基本法》定義下的客家人 |
| 戶籍地 | 設籍人口總數（人） | 推估設籍客家人口比率（％）   | 推估設籍客家人口數量（人）   |
| ------ | ------------------ | ---------------------------- | ---------------------------- |
| 新竹縣 | 570775             | 67.83                        | 387132                       |
| 苗栗縣 | 542590             | 62.53                        | 339274                       |
| 桃園市 | 2268807            | 39.91                        | 905385                       |
| 花蓮縣 | 324372             | 34.23                        | 111048                       |
| 新竹市 | 451412             | 30.28                        | 136692                       |
| 屏東縣 | 812658             | 23.11                        | 187796                       |
| 臺東縣 | 215261             | 20.55                        | 44239                        |
| 臺中市 | 2820787            | 17.48                        | 493030                       |
| 臺北市 | 2602418            | 17.44                        | 453770                       |
| 新北市 | 4030954            | 16.68                        | 672337                       |
| 金門縣 | 140597             | 16.51                        | 23208                        |
| 連江縣 | 13279              | 15.97                        | 2121                         |
| 高雄市 | 2765932            | 14.72                        | 407262                       |
| 基隆市 | 367577             | 12.50                        | 45964                        |
| 南投縣 | 490832             | 12.28                        | 60285                        |
| 澎湖縣 | 105952             | 9.48                         | 10042                        |
| 嘉義市 | 266005             | 9.11                         | 24240                        |
| 雲林縣 | 676873             | 8.50                         | 57512                        |
| 嘉義縣 | 499481             | 8.30                         | 41460                        |
| 彰化縣 | 1266670            | 7.84                         | 99321                        |
| 宜蘭縣 | 453087             | 7.65                         | 34681                        |
| 臺南市 | 1874917            | 7.06                         | 132394                       |

### 客家文化重點發展區
臺灣客家族群的傳統聚居地區，分別位處臺灣的北部、南部、東部，其並且在島上約略形成了「三大客家帶」。它們包含：一是大約以日治時期的新竹州為範圍的「北部客家帶」；二是大約以清治時期的六堆地區為範圍的「南部客家帶」；三是在清治時期與日治時期內，由於開山撫番的政策，以及製腦或製糖的經濟性驅力，而在今日之花蓮縣與臺東縣所聚居、形成之「東部客家帶」。

根據中華民國政府於2018年1月31日所修正公布之《客家基本法》第4條第1項規定：「客家人口達三分之一以上之鄉（鎮、市、區），應以客語為通行語之一，並由客家委員會將其列為客家文化重點發展區，加強客家語言、文化與文化產業之傳承及發揚。」

## 文化

### 傳統服飾

#### 男性
臺灣客家男性的傳統上衣，是對襟衫。至於客家男性的傳統下著，則是與客家女性的傳統下著相同，均為綁布腰帶的大襠褲。
若遇婚喪節慶，客家男性所著之傳統禮服，一律是長衫與馬褂。

#### 女性

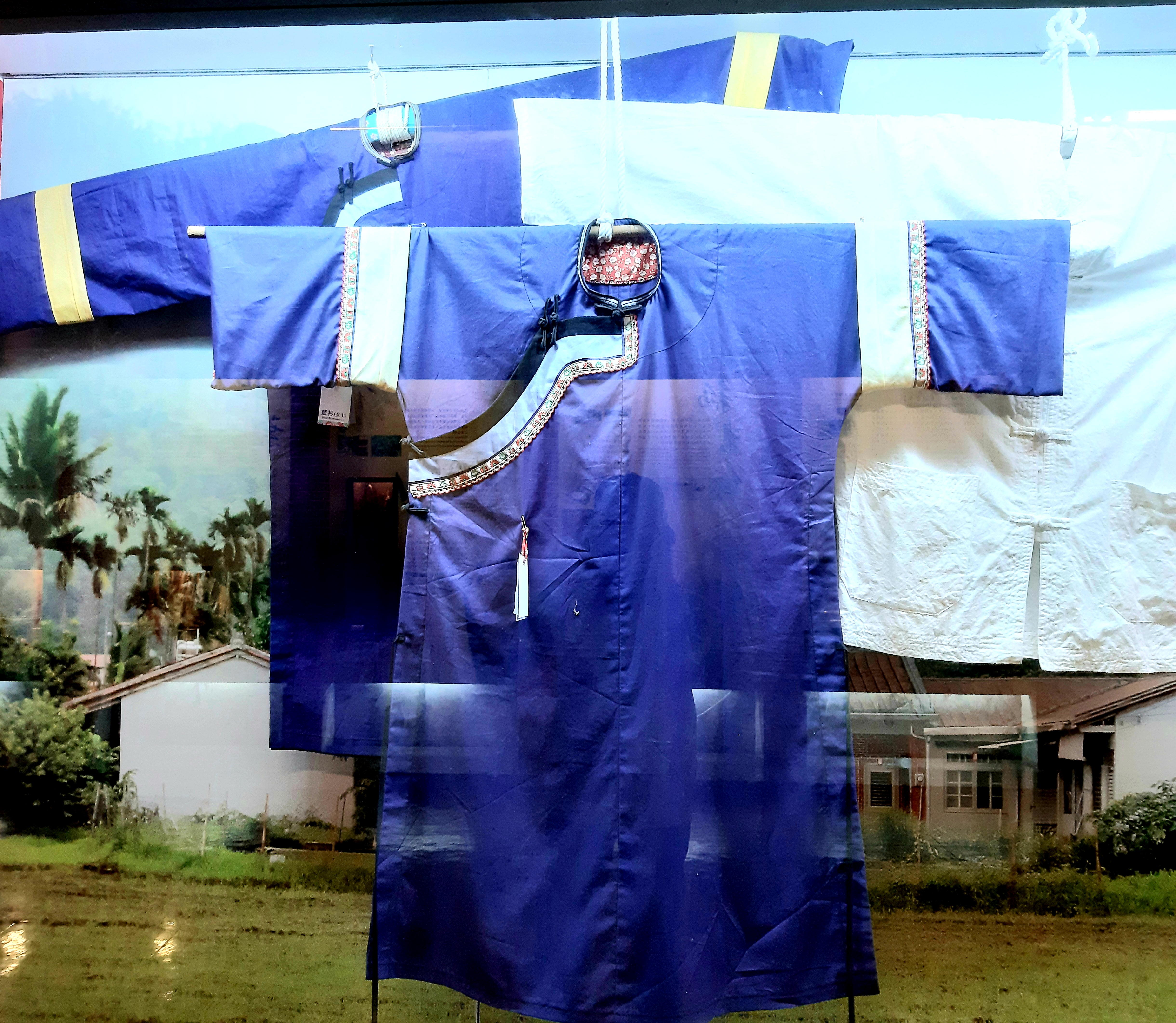
由美濃客家文物館所展示之縫有「闌干」的藍衫

臺灣客家女性的傳統上衣，一般稱之為「藍衫」、「長衫」、「大襟衫」。稱為藍衫的原因，是因為其布料的顏色。稱為長衫的原因，是因為其長度及膝，並且蓋過臀部。至於稱為大襟衫的原因，則是因為其上衣右掩前胸的部分為「大襟」，相對被掩的裡面為「小襟」。而該上衣，乃右向開襟。在六堆地區，客家女性的長衫，均開右大襟，而其色彩以藍色為多。所以，常民一概稱之為藍衫。在它的大襟處與袖口反折部分，亦大多有鑲緄裝飾。為年輕客家女性所著之藍衫，其會在鑲緄配色布外緣，縫上被稱為「闌干」或是「蘭冠」的花邊織帶。由於生活形態上的差異，相較於臺灣南部地區的藍衫，臺灣北部地區的藍衫的衣長，則是較短，並且其衣袖是七分袖。不過，大致言之，臺灣南北兩地區的客家女性服飾的基本構造，均屬相同。

藍衫的材質，是以棉布為最多。不過，作為禮服使用的藍衫，則是以絲綢來製作。在六堆地區的藍衫棉布中，有普通藍布、士林藍布、青布。普通藍布，是將白色布料染成藍色或是接近於黑色的深藍色。這一藍染產業，在早期的美濃地區，頗為興盛。而位在臺灣南部的美濃藍染，也與位在臺灣北部的三峽藍染，同享盛名。不過，於20世紀初期，由於受到化學染料與西洋花布的影響，美濃地區，即在日本殖民政府的輔導下，不再種植過去藍染產業所須要之木藍，改變成為種植菸葉。該地區，也就順勢轉變成為菸草種植的專作區。於1945年以後，藍衫逐漸普遍以士林藍布來製作。士林藍布，即陰丹士林布。在六堆地區，由於藍衫多是以陰丹士林布來製作，所以其被稱為士林藍衫。在藍衫製作與販賣的店舖中，較為有名者，有成立於1932年位在今日之高雄市美濃區的錦興行。該服裝行的創始人，是謝景來。他是一位生於1910年、逝於2011年的藍衫製作師傅。學者鄭惠美認為，謝氏是客家藍衫文化中的「一位重要技藝保存與發揚者」。

學者陳運星認為，「上穿大襟衫，下穿大襠褲」一句，是對於客家女性傳統服飾的最佳寫照。為了配合農業的勞動生活需求，客家女性的傳統下著，是與客家男性的傳統下著相同，均為綁布腰帶的大襠褲，而其亦為最普遍的女性服式。大襠褲，又稱為「大褲管」，其結構，可以分為腰頭布、褲管、褲腰帶。整件大襠褲，均屬平面構成。鄭惠美認為，它除了具有方便活動的優點以外，尚具有符合於衛生的優點。至於客家女性的傳統禮服，則是上衫下裙。

### 信仰
臺灣客家人所信仰之神祇，多為儒教、道教、佛教中的神祇。除了玉皇大帝、關聖帝君、真武帝君、鍾馗帝君、文昌帝君、釋迦牟尼、觀世音菩薩、媽祖、城隍等漢人共通的神祇以外，他們亦奉祀若干特別的地方神祇。在客家人的儒宗神教（鸞堂信仰）中，也存在關於「三恩主」或是「五恩主」的稱法。所謂之三恩主或是五恩主，是指將不同性質與位階的三種或是五種神祇合祀的稱法。歸類於這一稱法的神祇，在客家奉祀者的口中，與臺灣其他族群的儒宗神教的信仰者相同，是以「恩主」稱之。在臺灣各地，則是有不同的恩主奉祀的組合。三恩主，通常為關聖帝君、孚佑帝君、司命真君，其廟宇，多稱為「三聖壇」或是「三聖殿」。不過，亦存在以文昌帝君來代替司命真君的廟宇，又或是有以其祂恩主的組合來奉祀的廟宇。
- 伯公：「伯公」是臺灣客家人對於土地公之稱呼，其普遍於客家庄中，受到當地居民的供奉。祭拜時間，通常是農曆每年二月初二日。在農曆每月初一日、十五日，以及歲時節慶時，亦有前往祭拜者。「伯公廟」即指土地公廟；「伯公下」則指土地公廟前。[247][248]在臺灣各地，存在許多不同的伯公造型，其有一顆樹、一粒石、三粒石、墓塚、石板等各種形制。[249]伯公廟的祭拜儀式，是由主管伯公廟的香爐者——「爐主」來負責。爐主，通常是每年在廟內以擲筊的方式產生，其主要的工作，是向當地居民收取祭拜所需之分攤費用，並且順利的辦理該儀式。在爐主的周圍，亦會有其他當地居民來協助分擔祭拜的工作。這些人，則是稱呼為「首事」或是「緣首」。稍具規模的伯公廟，則是在爐主與首事之外，尚會設立有定期改選且任期固定的管理委員會，以負責日常廟務的運作。在漢文化中，伯公的祭拜儀式，稱作為「春祈秋報」。由於臺灣的稻作，年可二穫，因此春祈秋報的習俗，即擴大為「四季做福」。此即是在春季、夏季、秋季、冬季，均有祭拜伯公的儀式。至於祭拜伯公的儀式，之所以稱作為「做福」，是因為該儀式的主神，是三官大帝中的天官。由於天官為福神，所以當地居民，在春季時，是請求最親近的伯公向天官轉達其請求賜福之意思，即「春祈」；在秋季時，則是向伯公與天官表達報恩之意思，即「秋報」。而在常民的眼中，賜福的天官，往往同玉皇大帝（天公）相提並論，因此做福的儀式，其實是祭拜了伯公與天公。透過這些儀式的舉行，客家人即表示其對於天地中至高無上秩序的尊崇。[250]學者林美容與鍾榮富認為，在奉祀的表現上，客家人的伯公與閩南人的土地公，兩者之間，其實是存有差異的。閩南人的土地公廟，除了會奉祀土地公之外，亦會奉祀其祂神祇，如：哪吒、王爺、開漳聖王等；而客家人的伯公廟，則是僅會奉祀伯公。[251]
- 龍神：是三界爺、三山國王、伯公等許多神祇的陪祀神，其常見於臺灣客家人的廟宇中，而少見於閩南人的廟宇中。[252]祂也常見於客家族群家宅中的正廳與祠堂。學者池永歆與謝錦綉指出，龍神崇拜，是一種土地崇拜現象，其源自於風水術中的龍脈結穴的土地崇拜傳統。[253]在臺灣南部地區，龍神的形制，通常是在家神牌與祖牌的神桌下方，安置一搭配著對聯的極為正式的香案。至於北部地區的龍神的形制，則是較為簡單，而只有安置香案。[254]
- 三界爺：「三界爺」是臺灣客家人對於三官大帝之稱呼，其通常在「三元宮」內，為人所奉祀。相對於屬於個人財產的私廟神祇，祂們是客家庄中相當常見的屬於全體居民的公廟主神。三官大帝，分指天官、地官、水官。天官指堯；地官指舜；水官指禹。堯之生日，為農曆正月十五日，俗稱上元節；舜之生日，為農曆七月十五日，俗稱中元節；禹之生日，為農曆十月十五日，俗稱下元節。而三官大帝之職責，即於三元日，考校人間罪惡，並且給以罪福。在道教經典中，三官大帝的神格，為僅次於玉皇大帝。按照學者羅烈師在出版於2007年的著作中的說法，在臺灣，以三官大帝為主神的廟宇，至少有62座。其中，在桃園市、新竹縣、苗栗縣，即有16座。[255][256]居住在臺灣南部地區的客家人，是習慣將三官大帝的天公爐，擺在其四合院的天井中或是其三合院的禾埕上；而居住在北部地區的客家人，則是習慣將三官大帝的天公爐或是三官大帝的神位，設在其四合院的圍牆上或是其三合院的圍牆上。另外，閩南人，通常會將三官大帝的天公爐，掛在其傳統建築中的燈梁上。[257]
- 義民爺：是指在臺灣歷史上因為保衛地方鄉土而犧牲的客家庄義民，其之後為人視作為英靈而在義民廟中奉祀。祂為臺灣客家人的重要信仰與精神支柱，而位在今日之新竹縣與屏東縣的客家族群的聚居地區中，亦存在著以其為主神的廟宇。[258]其中，較為有名者有二：一是位在今日之新竹縣新埔鎮的褒忠亭義民廟；二是位在今日之屏東縣竹田鄉的六堆忠義祠。除了六堆忠義祠與苗栗義民廟之外，在臺灣其他地區的義民廟，大多是新竹縣的褒忠亭義民廟的分香。[259]於1945年後，中華民國政府，曾經提倡統一祭祀的政策。它擬將訂於農曆七月二十日的義民節，一變為農曆七月十五日，並且是同一般中元節統一祭祀。不過，在經過褒忠亭義民廟的管理人姜振驤、張芳驤、曾蘭芳等人的陳情下，該政府，即准許農曆七月二十日的義民節獨行祭典，以紀念義民先烈的精神。[260]1980年代，學者陳運棟，曾經在雜誌《三臺》上介紹臺灣北部地區的義民節時，特別撰文反駁少數閩南人沿用自連橫的《臺灣通史》以來的民族史觀說法——他們宣稱臺灣客家義民為「不義之民」。陳氏認為，該說法，是過度簡單化當時的歷史與社會的狀況。[261]
- 定光古佛：祖籍為福建省汀州府的臺灣客家人，其奉祀定光古佛。在臺灣，祂為專屬於汀州府客家人後裔的信仰，而未廣泛的流傳於其他客家族群中，其祭拜時間，通常是農曆每年正月初六日。定光古佛與慚愧祖師相同，是屬於客家人對於佛教高僧的信仰。在以祂為主神的廟宇中，較為有名者有二：一是建於清乾隆年間位在今日之彰化縣彰化市的定光佛廟；二是建於清道光年間位在今日之新北市淡水區的鄞山寺。鄞山寺的定光古佛塑像，更是當時自汀州府武平縣所迎來之軟身神像。在清代，這兩座廟宇，除了是作為汀州府客家人信仰的場所以外，也是作為汀州人的會館，而具有接待同鄉移民的功能。[262][263]學者謝重光表示，除了寺廟之外，在臺灣的祖籍為閩西地區的客家人家庭中，也經常見到他們有供奉定光古佛的情形。[264]
- 民主公王：祖籍為福建省汀州府永定縣與連城縣以及漳州府南靖縣的少數臺灣客家人，其奉祀民主公王。在臺灣，祂為專屬於汀州府客家人和漳州府客家人後裔的信仰，而未廣泛的流傳於其他客家族群中。奉祀祂的廟宇，通常是建築在村落的水口。其中，較為有名者有：位在今日之新北市三芝區陳厝坑溪畔的水口民主公王宮。這座廟宇，即是由來自於汀州府永定縣的江氏家族，於乾隆二十五年（1760年）興建的。祭拜時間，通常是農曆每年四月初八日。[265][266][267][268]學者劉大可認為，臺灣的民主公王信仰，是成為閩西客家人的一種象徵符號。[269]
- 三山國王：祖籍為廣東省潮州府的臺灣客家人，其多奉祀三山國王。在新竹縣的新埔鎮、芎林鄉、竹東鎮與苗栗縣的卓蘭鎮，以及臺中市的東勢區等地方，多有以祂們為主神的公廟。三山國王，分指巾山國王、明山國王、獨山國王。三王均屬於山神信仰。巾山、明山、獨山均位在今日之廣東省境內。巾山國王（大王）誕辰，為農曆二月二十五日；明山國王（二王）誕辰，為農曆六月二十五日；獨山國王（三王）誕辰，為農曆九月二十五日。祭拜時間，通常是農曆每年二月二十五日，奉祀者即在此日以五牲、鮮果、鮮花祀之，並且舉行盛大祭典，以祈求地方安寧。若干公廟的奉祀者，也會重視明山國王的誕辰與獨山國王的誕辰，而特別於祂們誕辰時舉行祭典。[270][271]在臺灣，三王的神像，是木雕神像，此與在中國大陸的原鄉廟宇中的泥塑神像相異。祂們的神像臉色，則是承襲在中國傳統上表示劉備、關羽、張飛的臉色形式，而採取巾山國王，為白臉；明山國王，為紅臉；獨山國王，為黑臉加上刀痕，成為花臉。[272]
- 五顯大帝：祖籍為福建省漳州府詔安縣的臺灣客家人（詔安客家人），其多奉祀五顯大帝。祂的誕辰，為農曆九月二十八日，其更是居住在今日之彰化縣大村鄉與埔心鄉的詔安客家人的重要信仰。其中，較為有名的廟宇有：位在大村鄉的黄厝五行宮與埤腳五通宮，以及位在埔心鄉的菜寮五龍宮。另外，建於1403年的位在今日之福建省漳州市詔安縣霞葛鎮五通村的五通宮，則是臺灣若干間奉祀五顯大帝廟宇的祖廟。學者陳逸君與顏祁貞認為，彰化縣的詔安客家人，對於五顯大帝的信仰，在過去乃具有「強烈的社會功能」。因為，他們有在漳泉械鬥的背景下，為了求取相互幫助，既以相同祖籍人士的鄉土神明為號召，也以祭拜五顯大帝的寺廟為核心，而共同結成了跨越村庄的聯盟組織。伴隨著械鬥的消弭，這一類組織的活動範圍，即轉化為今日可見之關於五顯大帝的祭祀圈與信仰圈，而變成地方上的傳統特徵。[273]
- 慚愧祖師：祖籍為廣東省嘉應直隸州的少數臺灣客家人，其奉祀慚愧祖師。祂與定光古佛相同，是屬於客家人對於佛教高僧的信仰。在臺灣，以慚愧祖師為主神的廟宇，多是位在今日之南投縣境內。按照學者邱榮裕在出版於2014年的著作中的說法，南投縣即有34座奉祀祂的廟宇。其中，較為有名者有：位在今日之鹿谷鄉的靈鳳廟與位在同一鄉的鳳凰山寺，以及位在今日之草屯鎮的新興宮等。關於臺灣中部地區的慚愧祖師信仰的傳播，則是與清代漢人在拓墾的過程中，為了祈求祂的鎮服原住民的作用，而有所關連。[274]

### 文學
臺灣客家文學，略稱為「客家文學」。該文學，是指由客家人所創作之文學作品，無論其所使用之語言，是客家語，或是國語，或是日語，或是閩南語，或是英語，均屬於之。因此，臺灣文學中的吳濁流、鍾理和、鍾肇政、李喬、吳錦發等人的作品，也均可歸屬於客家文學的範圍中。學者鍾榮富認為，「某種程度上，『客家文學』這個名詞完全是不必要的，因為客家人也是臺灣人，如李喬更喜歡被冠稱為『臺灣文學家』而不僅僅是『客家文學家』。」而鍾氏亦認為，若將鍾理和等人的作品剔除於臺灣文學之外，則「其內涵也必然頹弱良多」。

### 音樂

#### 客家山歌
客家山歌，是臺灣客家人的聲樂，其又稱為「客家民謠」。在臺灣，依照傳統北部地區客家人的區分方式，客家山歌可以分為「即興曲牌」與「固定小曲」。在這之中，前者又稱為「大曲」；後者又稱為「小曲」。即興曲牌，其歌詞雖然不固定，但是均為七言絕句的形式。它又可再分為「老山歌」、「山歌仔」、「平板」三種曲牌。老山歌，又稱為「大山歌」或是「老調山歌」，其曲調悠揚，節奏自由。在山歌中，它的曲調，是最為古老與原始的。山歌仔，又寫為「山歌子」，其是由老山歌中變化而來，節奏固定。平板，又稱為「改良調」，其是自老山歌與山歌仔中發展而來，亦是即興曲牌中較富於變化者。在山歌中，它是由山嶺與原野逐漸走入家庭與戲院的產物，而經常出現在現代的喜慶典禮中。至於固定小曲，又稱為「固定小調」，其歌詞固定。例如，《思戀歌》、《洗手巾》、《瓜子仁》、《桃花開》、《五更歌》、《初一朝》、《十二月古人》等。

#### 客家八音

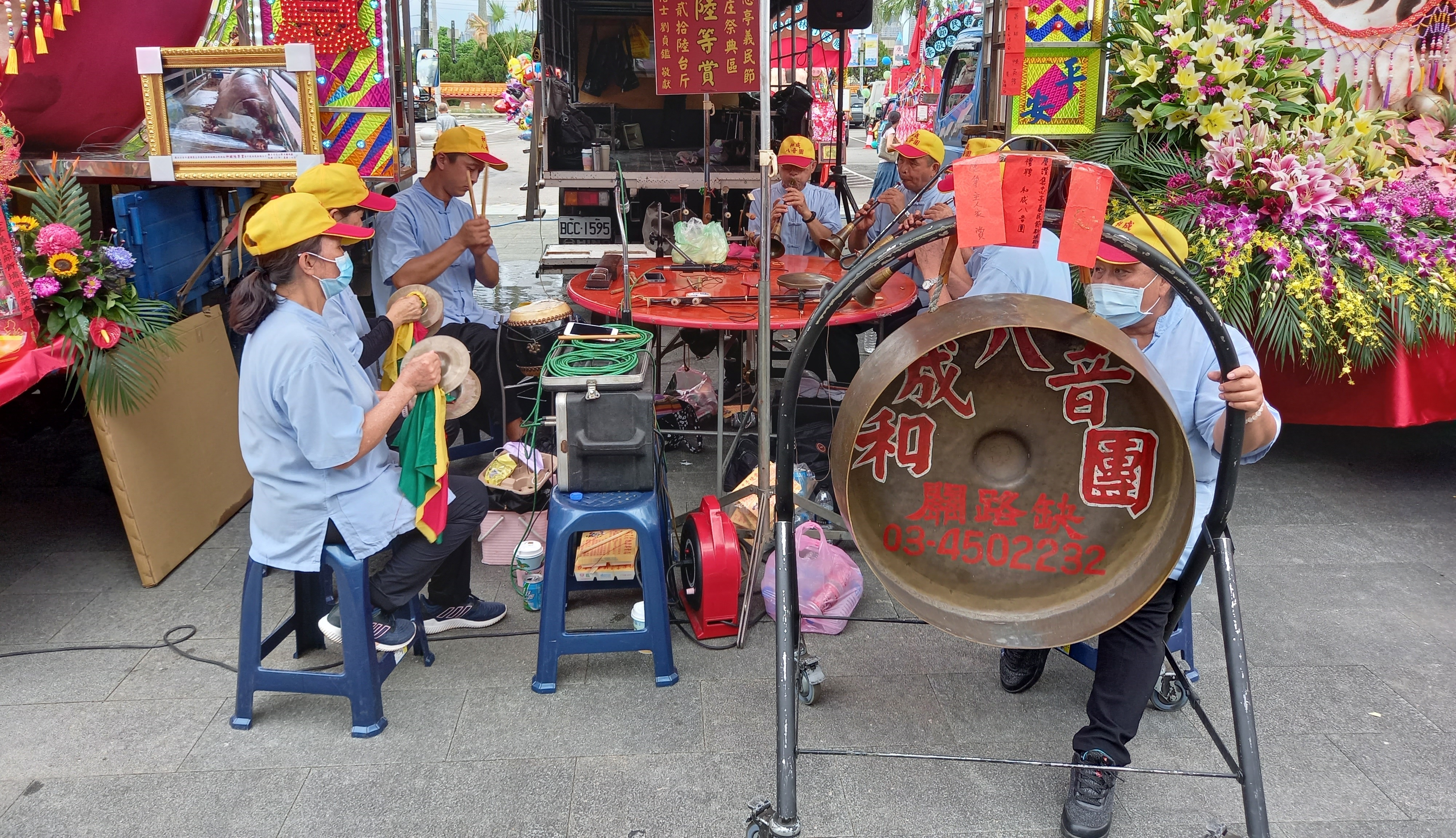
客家八音，是臺灣客家人的傳統器樂。該照片中的表演團體，為桃園市八德區的和成八音團

客家八音，是臺灣客家人的傳統器樂，其分為「吹場樂」與「弦索樂」，而過去經常出現在客家族群的婚喪喜慶的場合中。它的主奏樂器，是嗩吶（笛仔），其亦是該器樂的主要特徵。依照活動的場面與演奏的經費，它的演奏人數，可以區分為四人組、五人組、六人組、七人組、八人組。通常是演奏的費用愈高，演奏的人數即愈多。四人組的樂隊，是人數最少的組合，其多出現在規模較小的廟會中。他們在演奏吹場樂時，由其中的2人負責演奏嗩吶，1人負責演奏鼓與鈸，1人負責演奏大鑼（本地鑼）與小鑼（碗鑼）；在演奏弦索樂時，則是由1人負責演奏嗩吶，1人負責演奏高音椰胡，1人負責演奏低音椰胡，1人負責演奏所有的打擊樂器。六人組的樂隊，是可以演奏所有客家八音的曲目的組合，其可以說是該器樂的標準型態樂隊。他們在演奏吹場樂時，由其中的2人負責演奏嗩吶，1人負責演奏堂鼓（通鼓），1人負責演奏小鈸（鑇仔），1人負責演奏大鑼，1人負責演奏小鑼；在演奏弦索樂時，則是由1人負責演奏秦琴，或是三絃，或是管（烏嘟孔），1人負責演奏揚琴，1人負責演奏嗩吶，1人負責演奏高音椰胡，1人負責演奏低音椰胡，1人負責演奏所有的打擊樂器。

關於臺灣的北部地區與南部地區的客家八音樂隊的異同，在北部地區的樂隊，其所演奏之旋律是近似西方音樂中的大調式走法，而在南部地區的樂隊，其所演奏之旋律則是近似小調式走法。

#### 客家流行歌曲
客家流行歌曲，在臺灣，所謂之「客家流行歌曲」，是指臺灣客家語和流行音樂的結合，此即是指由某人所創作之客家語歌曲，其風格，乃為迎合社會大眾的。於1990年代末期至2000年代初期，在社會上，也出現與之概念相近的其他詞彙。例如，「客家新音樂」、「客家創作歌曲」、「客家創新歌曲」等詞彙。這些詞彙的使用，均是試圖為若干以客家語填詞，並且符合於當代流行音樂風格的歌曲，來尋找一個合適的名詞與其定位。不過，在學術社群中，仍然是以客家流行歌曲一詞的使用，較為通行。而該詞彙，亦是在由中華民國文化部所頒發之金曲獎中，經常使用。

關於客家流行歌曲的發展，按照文史研究者楊國鑫所提出之說法，此大概可以分為三個階段：第一階段，是1980年至1987年。該時期的成果，是由吳盛智、涂敏恆、呂金守等人所共同努力創作下之結果。其中，較為有名的歌曲有：《無緣》與《捱係中國人》。第二階段，是1988年至1991年。在發生還我母語運動以後，客家流行歌曲的能見度，日益的在社會上提高，因此即有唱片公司，為了客家流行歌曲的製作與發行，而投入了心力。在該時期，若干唱片公司，也培養出能夠引領未來客家流行歌曲的發展的創作者。例如，林子淵、鄧百成、劉平芳、林展逸、蔡孟甫等人。第三階段，是1991年至今日。伴隨著客家人意識的出現，新一批客家流行歌曲的創作者也一同出現。在該時期，較為有名的人物有：黃連煜、謝宇威、顏志文；較為有名的樂團有：交工樂隊與硬頸樂團。另外，自日治時期以來，即有不少出版客家語歌曲的唱片公司。例如，改良鷹標唱片與美樂唱片等公司。不過，由這些公司所出版之客家語歌曲，均是以傳統上的民歌、勸世文、三腳採茶戲為主，而無客家語的新歌曲創作。這種情況，直至1981年，在歌手吳盛智的影響下，才出現改變。在這之後，即有不少的唱片公司投入對於客家流行歌曲的製作與發行的事業之中。在推動客家流行歌曲發展的唱片公司中，較為有名者有：成立於1987年的龍閣文化傳播有限公司，以及成立於1988年的吉聲影視音有限公司與漢興傳播有限公司。

### 戲曲

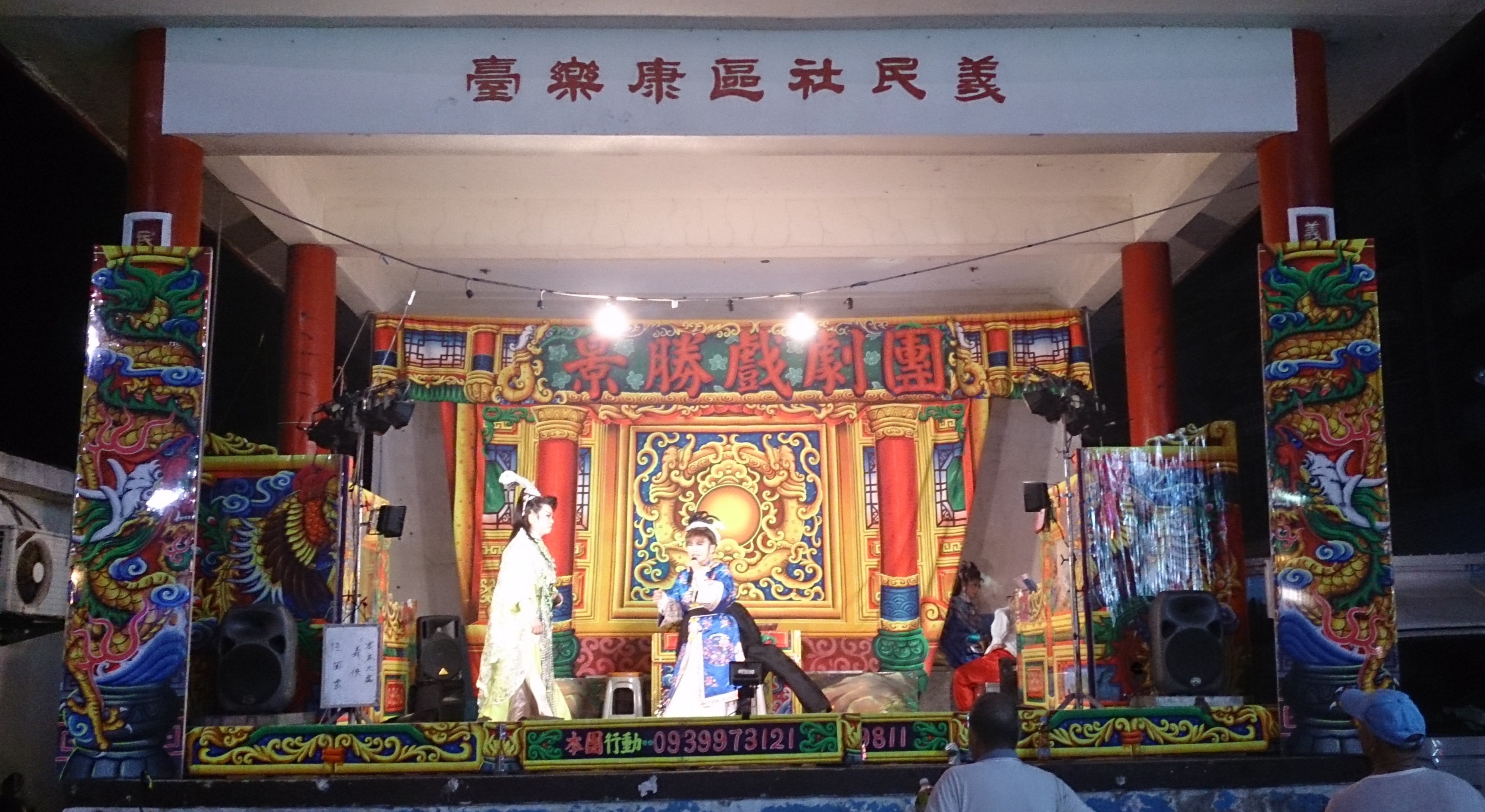
在客家採茶戲中，改良採茶戲（客家大戲），是從三腳採茶戲中演變而來。該照片中的戲曲表演，為改良採茶戲

臺灣客家人的傳統戲曲，是客家採茶戲。在臺灣，所謂之「客家採茶戲」，狹義上是指在清同治年間，由來自於廣東省與福建省的客家移民，以「三腳班」的表演型態，所傳入之戲曲。它後於日治時期，開始自小戲發展為大戲。由於此一戲曲歷經了在地化的過程，而使得其同最初由移民所傳入之戲曲，有所不同。在小戲時期，這一出現在農村中，以客家族群為表演對象的戲曲，又稱為「客家三腳採茶戲」。它的表演組合，是「二旦一丑」，總共3位演員的表演組合。而該戲曲的表演模式，是以客家語為口白，來展示關於客家族群的茶文化的生活內容，其亦衍生了以賣茶郎為主人翁的故事。這即是名為《張三郎賣茶》的系列戲齣。其中，最為有名的表演者，是生於1858年的來自於福建省的客家人何阿文。他曾經在今日之新竹縣與苗栗縣一帶，教授徒弟，而影響戲曲文化的發展深遠。何氏亦是臺灣歷史上的首批前往日本錄製78轉蟲膠唱片的客家表演者之一。到了20世紀初期，臺灣的客家三腳採茶戲，在吸收亂彈戲、四平戲、京劇等戲曲的表演元素下，即發展為大戲。由於它是以利於敘述各式長篇劇情的改良調（平板）為主要唱腔，所以，其被稱為「改良採茶戲」。表演該戲曲的戲班，亦進入內臺戲院中，進行商業表演，而使得該戲曲一度躍居戲曲表演的主流。不過，在同新興媒體的競爭下，他們逐漸退至外臺酬神的場域中，轉而負擔客家族群的酬神任務。改良採茶戲，直到1980年代的文化性公開演出的風潮興起，才進入現代劇場的場域中，而開始追求「四功五法」的藝術性質與符合當代人性的劇情內涵。

### 建築

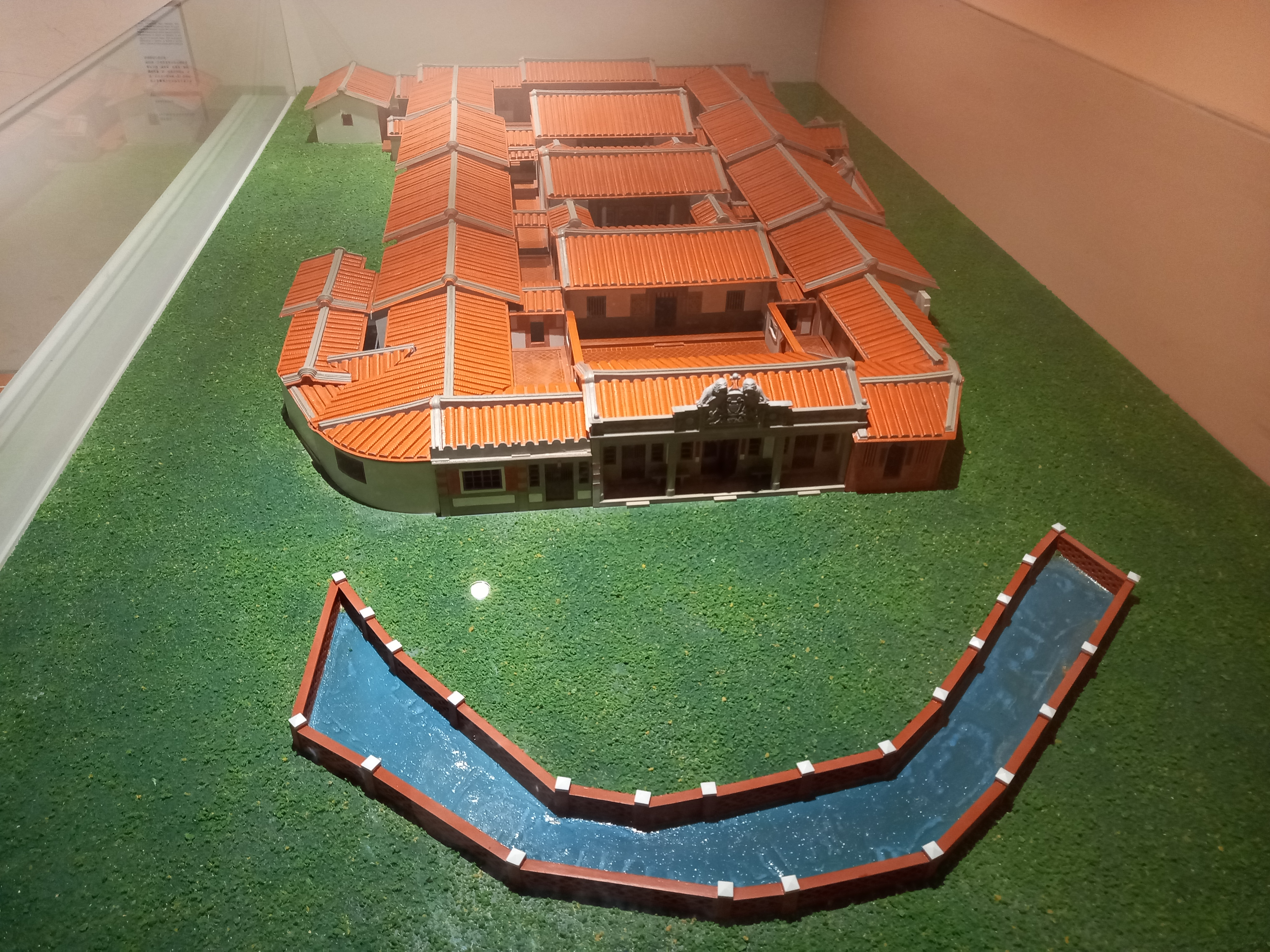
位在屏東縣的佳冬蕭宅，是少見的五落大院，其為採用雙「回」字型的建築格局

臺灣客家人的典型建築，是「夥房」（又寫為「伙房」），其為一組複合性的傳統建築。它在高雄與屏東等地方，是寫作「夥房」；在苗栗與臺中等地方，則是寫作「伙房」。學者賴志彰認為，若是從「夥」字解釋，是指「眾多的人合作」；從「伙」字解釋，則是指「共灶起火，同在一處做事的人」。他亦認為，這兩種意思，乃相近不遠。而無論是夥房或是伙房，均是指具有血緣關係的大家族的共同生活居住單位。

由於受到唐代風水師楊筠松的江西派的影響，因此客家人在對於夥房的選址觀念上，相當的重視「龍、砂、穴、水」等風水概念。在若干夥房建築中，亦存在著對於楊氏的特殊信仰，而設有名為「楊公墩」的神位。在建造格局上，夥房可以分為「一條龍」、「單伸手」、「三合院」等格局。一條龍，又稱為「一字屋」，是指正廳（祖堂）的位置居中，而在整體建築上呈現出左右平衡的一排建築物的格局，其是僅有正身，而無橫屋。單伸手，是指在一條龍的基礎上，加建有橫屋的建築物的格局。其中，橫屋位在正身左側者，謂之「左伸手」；橫屋位在正身右側者，謂之「右伸手」。三合院，是指正身，加上左右兩側的橫屋，而在整體建築上呈現出ㄇ字型的建築物的格局。

學者羅煥光認為，臺灣南部地區的客家建築，是先從開墾初期的以竹子與茅草所搭建而成的「穿鑿屋」發展至穩定開墾時期的以土埆所興建而成的「土埆屋」，而後再發展至以磚瓦替代土埆的「磚瓦屋」。

在中國大陸的客家族群的原鄉中，即是在粵東地區、閩西地區、贛南地區中，以紅塼砌成的建築，幾乎是不存在的。不過，在臺灣的客家族群的聚居地區中，由於受到閩南建築的特色的影響，因此，客家建築，無論是在臺灣南部地區，又或是在臺灣北部地區，均是存在著以紅塼砌牆的特色。並且，這是一正式的建築作法。位在今日之新竹縣北埔鄉的金廣福公館，即是其中之一例。學者黃蘭翔認為，客家人的建築，之所以會採用紅塼的緣由，是因為他們難以取得其原鄉中的青塼所導致之。在清代時期，由於臺灣當地的製塼技術不佳，因此，使用在臺灣的建築上的塼，多是自對岸的廈門載運過來。若客家人要使用同原鄉的建築相同的材料，則他們必須從位處內陸的故鄉載運。而這顯然是不可能之事。所以，當時較為華麗的客家建築，均採用了閩南紅塼來砌造。

### 飲食
客家委員會，曾經邀請學者與專家來一同討論關於「客家菜」的定義。該行政組織，將客家菜明確的界定為：「臺灣客家人日常食用之菜餚、臺灣各地區之客家名菜或以客家常用食材烹煮之菜餚。」它並且具體的列出28種客家常用食材。例如，蘿蔔乾、豆豉、豆皮、豬血、金桔醬、醬冬瓜等材料。臺灣客家人的傳統飲食的風味，是「鹹、香、肥」。學者賴守誠認為，這一說法，大約是於1983年首次出現在臺灣的大眾媒體上。以功能取向釋之，鹹，是指他們為了容易保存食物而在食物中所添加之鹽味，其也是指在他們工作流汗之後所必須攝取之鹽分。香，是指他們為了能夠增進食慾而在烹調食物時所採用之香味處理。肥，是指他們為了能夠應付粗重的工作而所需要之大量體力或是熱量。在該族群的飲食文化中，是相當重視使用「煎、煮、炒、炆、封」的烹調技法。文史研究者何來美認為，在臺灣，由於祖籍是贛南地區的客家人，比較稀少。因此，同贛南的客家菜風味相比，臺灣的客家菜風味，是較不偏辣。

學者陳玉箴認為，若干關於臺灣的客家菜的界定論述，是於2000年代上半葉才產生。而他亦認為，此套由客家歷史、族群特色、特定菜餚所構成之論述，有其不符合現實之處。例如，在肉類不易獲取的年代，一般人多是在祭拜或是在年節時，才有機會吃到肥肉。而食用油，亦非唾手可得之物，一般人家多是節儉的使用之。換言之，所謂之鹹、香、肥的風味特徵，其實同臺灣客家人的生活環境艱困的連結，乃十分勉強。學者蕭新煌認為，在建立一個屬於臺灣客家人自己的料理或是菜系之前，要先確認臺灣客家人的食物，是否符合了構成料理或是菜系的條件。他在引用專門研究飲食文化的學者沃倫·貝拉史柯（Warren Belasco）的觀點上表示，構成一個族群、地區、國家的料理，有五個必要的元素。一是特定的基本食物（basic foods）；二是獨特且明確的準備食物的技法；三是特定的口味或是風味；四是關於飲食的禮儀或是規範；五是獨特的基礎設施或是食物鏈（food chain）。 

#### 四炆四炒
在臺灣客家人的傳統菜餚中，以「四炆四炒」最是經典。它是包含了四道炆菜與四道炒菜的菜餚合稱。以烹煮方式言之，「炆」是指小火熬燉；「炒」則是指快火炒。其中，四道炆菜，分別是指炆封肉（又稱為「炆爌肉」）、鹹菜炆豬肚（又稱為「酸菜炆豬肚」）、排骨炆菜頭、肥湯炆筍乾；四道炒菜，則分別是指炒肉（又稱為「客家小炒」）、鴨血炒韭菜（又稱為「鴨紅炒韭菜」）、豬腸炒薑絲、豬肺鳳梨炒木耳（又稱為「鹹酸甜」或是「豬肺黃梨炒木耳」）。於2010年代初期，客家委員會，即將四炆四炒界定為客家菜的代表。

炆封肉一詞中的「封」字，是指在烹煮時，將食材放入容器中密封起來，直到它被炆透為止。而封字，亦是雙關語，其有豐盛與豐富的意思。在臺灣南部的客家族群的聚居地區中，炆封肉，有「大封」與「小封」的差異。大封，是將切成四方形的大塊豬肉、筍乾、冬瓜等材料放入陶缽中，以溫火滷製的菜餚。至於小封的特徵，則是其肉塊較小。而它除了不放配菜之外，其製作方法是與大封的製作方法相同。該菜餚在臺灣南北客家庄中，是略有不同。簡言之，臺灣北部地區的炆封肉，味道偏鹹；臺灣南部地區的炆封肉，味道偏甜。鹹菜炆豬肚，是一道以鹹菜配上豬肚來炆煮的菜餚。其中，製作鹹菜的主要材料，是在冬季時所採收之芥菜。臺灣客家人，是稱芥菜為「冬菜」或是「覆菜」。而鹹菜的製作方式，是將經過曝曬與加入粗鹽搓揉後的芥菜，以「一層芥菜、一層粗鹽」的堆疊方式，依序放進陶製的醃缸中。在經過約一星期的脫水且發酵後，芥菜，即會變成散發著鹹酸味的鹹菜（又稱為「酸菜」）。

炒肉，是一道將蔥、魷魚、鹹豬肉分別切成絲狀與條狀後，加入醬汁一同拌炒的菜餚。臺灣客家人以外的族群，是稱它為「客家小炒」。豬腸炒薑絲，是一道主要材料為豬腸與嫩薑的菜餚。伴隨臺灣南北地方的不同，而在烹調上，該菜餚，是略有差異。臺灣北部地區的客家人，是喜炒豬的粉腸；而臺灣南部地區的客家人，則是喜炒豬的生腸。

#### 醬料
桔醬，是以桔子作為主要材料的濃稠狀佐料，其亦是臺灣客家人在食用肉類菜餚或是蔬菜類菜餚時所蘸之佐料。在客家人的宴席中，特別是在食用白鏨雞時，該道菜餚的佐料，多會是桔醬。不過，出生在臺灣省桃園縣的作家鄧榮坤表示，位在臺灣北部地區的烹調客家菜的餐廳，多是以金桔醬作為主要的佐料；而位在臺灣南部地區的烹調客家菜的餐廳，則是多以九層塔作為主要的佐料，而少用金桔醬。

#### 粄
粄，是客家人在逢年過節與婚喪喜慶時所食用之點心。客家人的「粄」，即閩南人的「粿」。兩者均以稻米為主要的材料。而在臺灣市場上常見的粄，有甜粄（甜年糕）、鹹粄（鹹年糕）、紅粄、發粄、菜包（豬籠粄）、蟻粄（艾草粄）等。

#### 茶
在以農業為重要經濟來源的客家庄中，茶，大多是被視為經濟作物。而傳統臺灣客家人在日常生活中所飲用之茶，則是以茶梗與番石榴葉，又或是以較小的番石榴果實所沖泡之茶。客家人的茶飲，可以區分為三類：一是一般的茶。例如，烏龍茶、紅茶、綠茶。二是以非一般的茶葉所泡製的茶。例如，以青草、番石榴葉等曬乾的植物葉片，又或是以其他食材，來混合沖泡的青草茶。三是以盛產或是祭拜後的水果所製作的茶。例如，酸柑茶與柚子茶。

按照時節的變化，臺灣客家人，即會製作出不同種類的茶。他們大多是在春節以後，製作酸柑茶；在中秋節以後，製作柚子茶。製作酸柑茶時所使用之「酸柑」，通常是使用產自臺灣中部以北的地區而在春節時被當作供品的虎頭柑。在傳統的農業社會中，這兩種茶飲，乃被人認為是具有止咳、化痰、解熱等功效的茶飲。尤其是酸柑茶，其對於傳統客家人而言，既是茶，也是藥，通常僅在生病時才會煮來飲用。因此，在臺灣市場上，它是少見而「籍籍無名」的。除了酸柑茶與柚子茶之外，由於客家庄中的家家戶戶，大多是會種植番石榴，因此，客家人也將番石榴當作是一製作茶飲的材料。番石榴茶，是將曬乾的番石榴果實或是番石榴葉，以大壺煮成茶。而它通常是在他們農作時所飲用之茶，也是在茶亭中供路人飲用之茶。至於青草茶，是指利用在生活上或是在野外中可得的青草所炆煮之茶，其亦是在中國大陸南方地區中所流行之茶飲。而它在中國大陸的客家地區中，是以「涼茶」稱之。在材料上，儘管各地各家的青草茶，是存在著差異。不過，它多會是以在地方上所盛產之青草，為其主要的製作材料。臺灣的青草，共約有200餘種。其中，約有100餘種的青草，是經常的使用。青草茶，則是以咸豐草、鳳尾草、金錢薄荷葉等約40餘種的青草，來作為製作其之基本材料。在氣候與環境的差異下，客家人在製作青草茶時所使用之青草，也即因為臺灣南北地方條件的不同，而有所差別。例如，在臺灣北部地區，多是以咸豐草等青草來作組合；在臺灣中部地區，多是以黃花蜜菜等青草來作組合；在臺灣南部地區，多是以肺炎草等青草來作組合。其中，鳳尾草，是在所有青草茶中最為常見的製作材料。

### 出版物

#### 《苗友》（《中原》）
1962年6月，《中華日報》的資深記者，亦是籍貫為廣東省梅縣的客家人謝樹新，在苗栗創辦《苗友》月刊。該刊以「研究中原客家文化、闡揚客族先民遺德」為宗旨，其長期撰稿人，大多為當時的軍公教人員，若干撰稿人，亦是縣志的編纂人員。該刊是介紹由學者羅香林所提出之客家學說的重要刊物，亦是於1980年代以前，在臺灣之「以客家為主題產出最為豐富的期刊」。

### 節慶

#### 客家桐花祭
2002年，在第2任行政院客家委員會主任委員葉菊蘭的推動下，行政院客家委員會，以臺灣北部客家地區的油桐花為意象，設立了節慶「客家桐花祭」。該節慶，是近年才新興的客家文化活動，其已發展成客家族群的年度文化盛會。在對於客家產業經濟的分析中，學者張維安認為，由於它提供了人們透過旅行遊覽，以進一步認識客家文化的場域，其是既增加了客家族群在臺灣的能見度，也促進了客家農民的經濟收入，並且更是帶起了客家庄的產業發展。

#### 全國客家日
於2011年，客家委員會，將每年農曆正月二十日的天穿日，制定為「全國客家日」，而後於2022年，其改將每年的12月28日，制定為全國客家日。學者洪馨蘭認為，該行政組織，以還我母語運動的發生日期，作為新的全國客家日，此是象徵著每年將不斷的向臺灣客家人提醒「沒有客語哪有客家人」一事。至於將全國客家日由天穿日改為還我母語運動日的決定，亦是參考了居住在北歐地區的薩米人的薩米日的訂定經驗。

#### 世界客家博覽會
於2023年8月11日至同年10月15日之間，在客家委員會與桃園市政府的主辦下，「2023世界客家博覽會」，即在中華民國桃園市的鄰近桃園捷運機場線的區域內舉辦。學者蕭新煌表示，該博覽會，是全世界首次將族群文化作為主題與內容的博覽會，其更是首次以客家族群作為主角的博覽會。

## 學術研究

### 客家研究與客家學的發展
客家人的研究與討論，其大致起源於19世紀中葉。而自20世紀開始，在中國大陸，即有若干的大學與民間社團，成立了以實證分析的方式，來研究客家人的團隊。1933年，學者羅香林，發表了《客家研究導論》一書，並且繼而於1950年代，出版了《客家源流考》。在兩著作中，羅氏系統上的提出「客家研究」的命題、詮釋觀點，以及研究方法。這為「客家學」在世界上的發展，奠定了重要的基礎。在臺灣，關於地方的族群關係研究的開端，其可以上溯到1970年代，由中央研究院所推動之對於濁水溪與大肚溪的人地關係的研究計畫（簡稱為「濁大計畫」）。在該計畫的發展下，參加研究的歷史學者與人類學者，即採取互相吸取對方學科的研究優點的方式，來觀察人群之間，以及人群與自然環境之間，在歷史演變上的交互影響。而參加該計畫的研究者，亦提出了祭祀圈、土著化或在地化等重要的研究概念。這為後來出現的臺灣客家研究，奠定了開創性的貢獻。另外，於1960年代至1970年代之間，由於若干欲研究中國的外國學者無法進入中國大陸，因此他們就來到有「中國社會文化研究的實驗室」稱號的臺灣，進行各自的研究。在預期與由學者斐利民所提出之漢人社會的研究論述對話下，學者巴博德（Burton Pasternak），即依據其分在屏東縣新埤鄉打鐵村（客家聚落）與臺南縣六甲鄉中社村（閩南聚落）所進行之田野調查的結果，以英文出版了對於後來的臺灣客家研究而言，屬於重要的學術著作。而學者孔邁隆（Myron Cohen），亦在對高雄縣美濃鎮的客家庄進行田野調查後，出版了同樣在客家研究中，屬於重要的英文學術著作。儘管身為人類學者的他們在當時所比較關心之議題，主要是中國華南地區的宗族組織與家庭制度。

於1960年代至1970年代之間，在臺灣社會中，亦有客家人出版了若干關於客家的專門著作。1964年時，籍貫為廣東省大埔縣的客家人郭壽華，自費出版了《客族源流新志》一書。該書是臺灣的第一本討論客家的專門著作。郭氏表示，欲以此書「發揚客族精神，也就是發揚中華民族精神」。1978年時，臺灣省苗栗縣的客家人陳運棟，出版了《客家人》一書。該書承襲學者羅香林的論述內容與寫作架構，其亦是於1945年以後，在臺灣之「第一本由臺籍客家撰寫的客家專著」。關於該書的評價，文史研究者楊國鑫認為：「是客家人及研究客家人必讀的書籍。」而該書的出版，亦使陳氏「成為客家研究名家」。

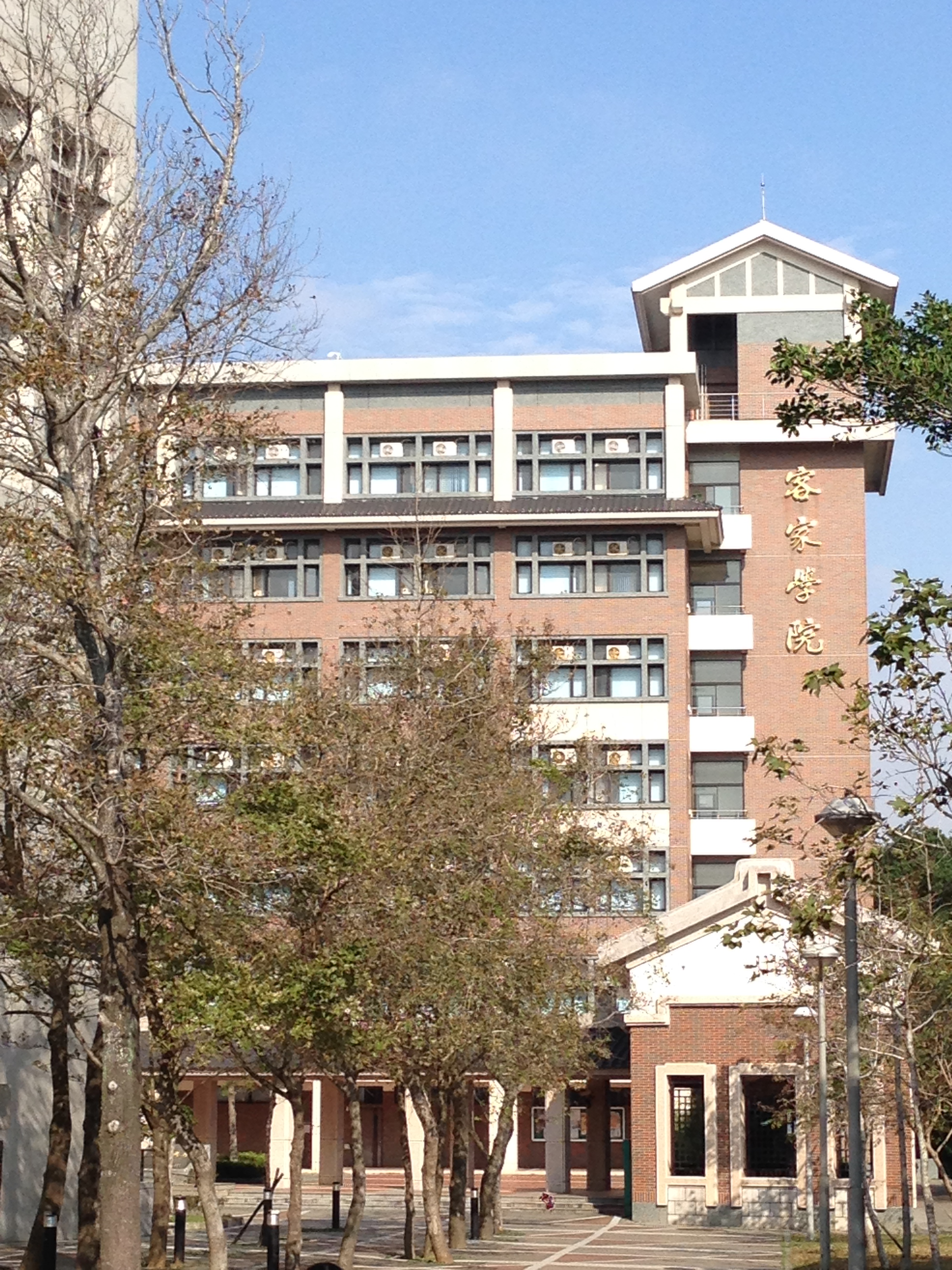
位在今日之桃園市中壢區的國立中央大學客家學院，是於2003年設立的

在臺灣的人文與社會科學界中，學者對於臺灣客家人的研究，其起步比起對於臺灣其他族群的研究，是來得晚。直到1980年代後期，一種具有客家主體意識的客家研究，才因為客家族群的社會運動的出現，而逐漸成形。兩者在關係上，是相互激盪，而密不可分。在中華民國政府於2001年設立行政院客家委員會以後，臺灣客家研究，始邁入蓬勃發展的階段。在公部門的支持下，為了提振學術界中研究客家人的風氣，若干大學，即設立關於客家研究的學院或是研究中心。例如，於2003年，國立中央大學設立客家學院；於2006年，國立臺灣大學設立客家研究中心。為了擴大客家研究資料在公共領域中的使用，客家委員會，亦自2005年起，委託國家圖書館，來建置「臺灣客家數位圖書館 （页面存档备份，存于）」系統。除此之外，在鼓勵個別研究者參加客家研究一事上，客家委員會，對由學者所申請之研究計畫提供補助，其也對由研究所學生所撰寫之碩士論文或是博士論文提供獎助。該委員會，於2019年起，尚施行《客家知識體系發展獎勵補助辦法》。該辦法，將各類的獎助與補助的計畫整合，以推動客家知識體系的發展與厚植。

關於從客家研究到客家學的學術發展的討論，學者徐正光與張維安表示，「客家研究」（Hakka Studies）能否發展為一個獨立學門——「客家學」（Hakkaology），其本身即是客家研究中的重要題目。他們認為，客家研究與客家學的關係，正像是「社會研究」與「社會學」的關係。社會學是於19世紀以後，才出現在學術界的一個獨立學門。不過，在這一時間點之前，學者不能因此就認為沒有社會研究的出現。所以，徐氏與張氏認為，在客家學正式確立之前，學術界也可以有客家研究的出現與發展。然而，其中的焦點，即是客家學是否擁有同現在的社會學一樣的經典的研究範例、特殊的研究方法、獨特的研究對象，以及用以實踐的研究知識等構成條件？這些足以構成一個獨立學門的條件，均是未來的學者在正式確立客家學的體系以前，所應該進一步斟酌的。

### 機構與團體
在陳水扁擔任中華民國第10任總統期間，中華民國政府於2001年6月14日設立行政院客家委員會。該委員會的設立，即象徵著由臺灣客家族群所發起之社會運動的成果，進入了制度化的成長階段，此亦符合客家族群必須在未來邁向永續發展的目標。臺灣的若干大學、科技大學、技術學院，也跟隨此一研究客家人的風氣，而陸續的設立有關於客家研究的學院或是研究中心。對於在臺灣建構客家知識體系一事而言，若干研究機構的設立，實為相當重要，而影響深遠。
| 設立年月   | 名稱                                 |
| ---------- | ------------------------------------ |
| 1999年12月 | 國立中央大學客家研究中心             |
| 2000年8月  | 明新技術學院客家文化研究中心         |
| 2003年5月  | 美和技術學院客家社區研究中心         |
| 2003年12月 | 國立交通大學國際客家研究中心         |
| 2003年12月 | 國立成功大學客家研究中心             |
| 2003年12月 | 國立聯合大學全球客家研究中心         |
| 2004年12月 | 國立屏東科技大學客家產業研究中心     |
| 2004年12月 | 開南管理學院客家研究中心             |
| 2005年1月  | 輔英科技大學客家健康研究中心         |
| 2005年3月  | 玄奘大學客家研究中心                 |
| 2006年3月  | 大仁科技大學客家文化研究中心         |
| 2006年3月  | 育達商業技術學院客家研究中心         |
| 2006年10月 | 國立臺灣大學客家研究中心             |
| 2007年12月 | 國立臺灣師範大學全球客家文化研究中心 |

在研究機構之外，尚有兩個專門從事客家研究的學術團體：一是成立於2002年的臺灣客家語文學會；二是成立於2004年的臺灣客家研究學會。在臺灣的人文與社會科學界中，除了這些研究機構與學術團體以外，學者周錦宏與張維安等人亦於2019年成立同多所大學進行合作的有關客家研究的國際學術合作組織——全球客家研究聯盟（Consortium of Global Hakka Studies）。至於學生社團的成立，於1980年，國立成功大學，即成立了「客家民俗研究社」。該社團，是全臺灣最早成立的大學客家社團。學者羅肇錦表示，於1991年內，國立臺灣大學、國立臺灣師範大學、國立清華大學、淡江大學、國立政治大學，是各自在其內部成立了「客家研究社」。

### 圖書館

#### 客家委員會客家文化發展中心圖書資料中心
為了強化客家研究的活力，客家委員會客家文化發展中心，即在座落於苗栗縣銅鑼鄉的臺灣客家文化館中，設置一圖書資料中心。該資料中心，是庋藏了關於客家研究與其相關研究的圖書、期刊、視聽資料、電子資源等各種資料。其中，關於客家地區的地方志書的數量，是達到281冊以上；客家族譜與其相關資料的數量，是已達741冊。

### 期刊與專書
在由中華民國的大學所發行之客家研究與客家學的學術期刊中，目前頗具有影響力者有三：一是創刊於2005年的《客家研究》；二是創刊於2010年的《客家公共事務學報》；三是創刊於2013年的《全球客家研究》。於2019年1月，由國立交通大學出版社所出版之總共12輯的含有族群關係、民間信仰、文學等主題的叢書——臺灣客家研究論文選輯，則是收錄了原先分散在若干期刊中的關於臺灣客家研究的重要學術論文。擔任該叢書總主編的學者張維安在叢書序中認為，該叢書是「能讓國內外客家研究學者乃至一般讀者，迅速掌握過去學術界對該主題的研究累積」，其並且通過介紹客家研究的各種面向，以使讀者「理解臺灣客家社會文化的諸多特質」。

## 媒體

### 影視形象

#### 電影
學者黃儀冠表示，在受到桃園縣文化局的委託下，桃園縣社區營造協會，於2004年至2005年間，即舉辦「客家影展」。該活動的主辦單位，是從文化客家（cultural Hakka）的角度上，挑選出十二部蘊含臺灣客家文化意義（如客家語、客家庄等）的臺灣電影來放映。它們分別是1973年劉師坊的《茶山情歌》、1979年李行的《小城故事》、1980年李行的《原鄉人》、1980年陳耀圻的《源》、1981年張佩成的《大湖英烈》、1982年侯孝賢的《在那河畔青草青》、1984年侯孝賢的《冬冬的假期》、1985年侯孝賢的《童年往事》、1989年楊立國的《魯冰花》、1993年周晏子的《青春無悔》、1995年侯孝賢的《好男好女》、2002年張作驥的《美麗時光》。其中，《茶山情歌》，乃臺灣電影歷史上第一部以客家語為主要發音的電影。學者劉麗芸與梁振起則是認為，若是以客家血統與客家母語，來作為界定臺灣客家族群的方式，並且將此一方式，延伸至關於臺灣電影的客家影像的研究當中，那麼其中大概會出現五部客家電影。它們分別是《茶山情歌》、《童年往事》、《青春無悔》、2007年黃玉珊的《插天山之歌》、2008年洪智育的《一八九五乙未》。

#### 電視劇
- 《新丁花開》
- 《斯卡羅》
- 《茶金》

於2021年冬季播映，以新竹縣北埔鄉的「茶虎」姜阿新的事蹟所改編之呈現1950年代臺灣政治與經濟情況的電視劇——《茶金》，是臺灣第一部以海陸腔客家語為主要發音的電視劇。

## 參閱
| - 臺灣客家語 - 臺灣客家文化重點發展區 - 中華民國客家委員會 | - 客家語 - 客家族群 - 客家文化 - 客家地區 |

## 外部連結
- 中華民國客家委員會 （页面存档备份，存于）（中文）
- 中華民國客家委員會客家文化發展中心 （页面存档备份，存于）（中文）
- 中華民國財團法人客家公共傳播基金會 （页面存档备份，存于）（中文）
- 中華民國客家委員會臺灣客語語料庫 （页面存档备份，存于）（中文）
- 中華民國教育部臺灣客語辭典 （页面存档备份，存于）（中文）